# 프랑스의 재외공관 목록

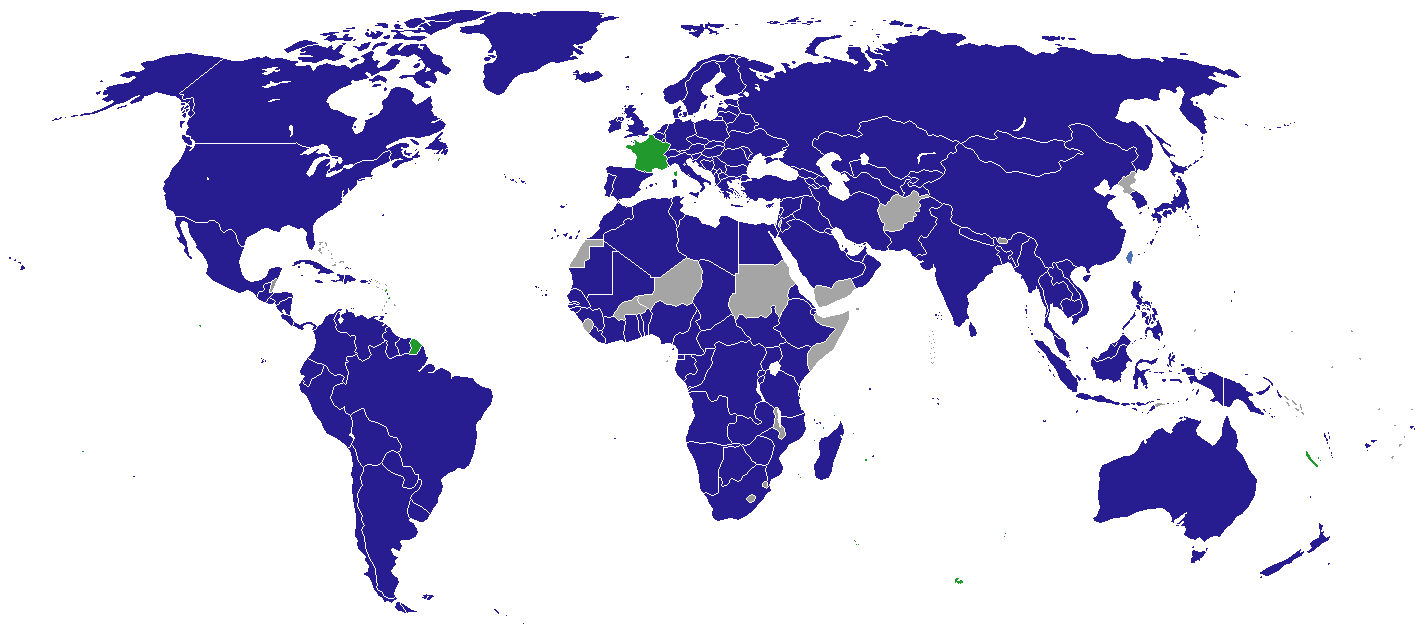
프랑스의 재외공관

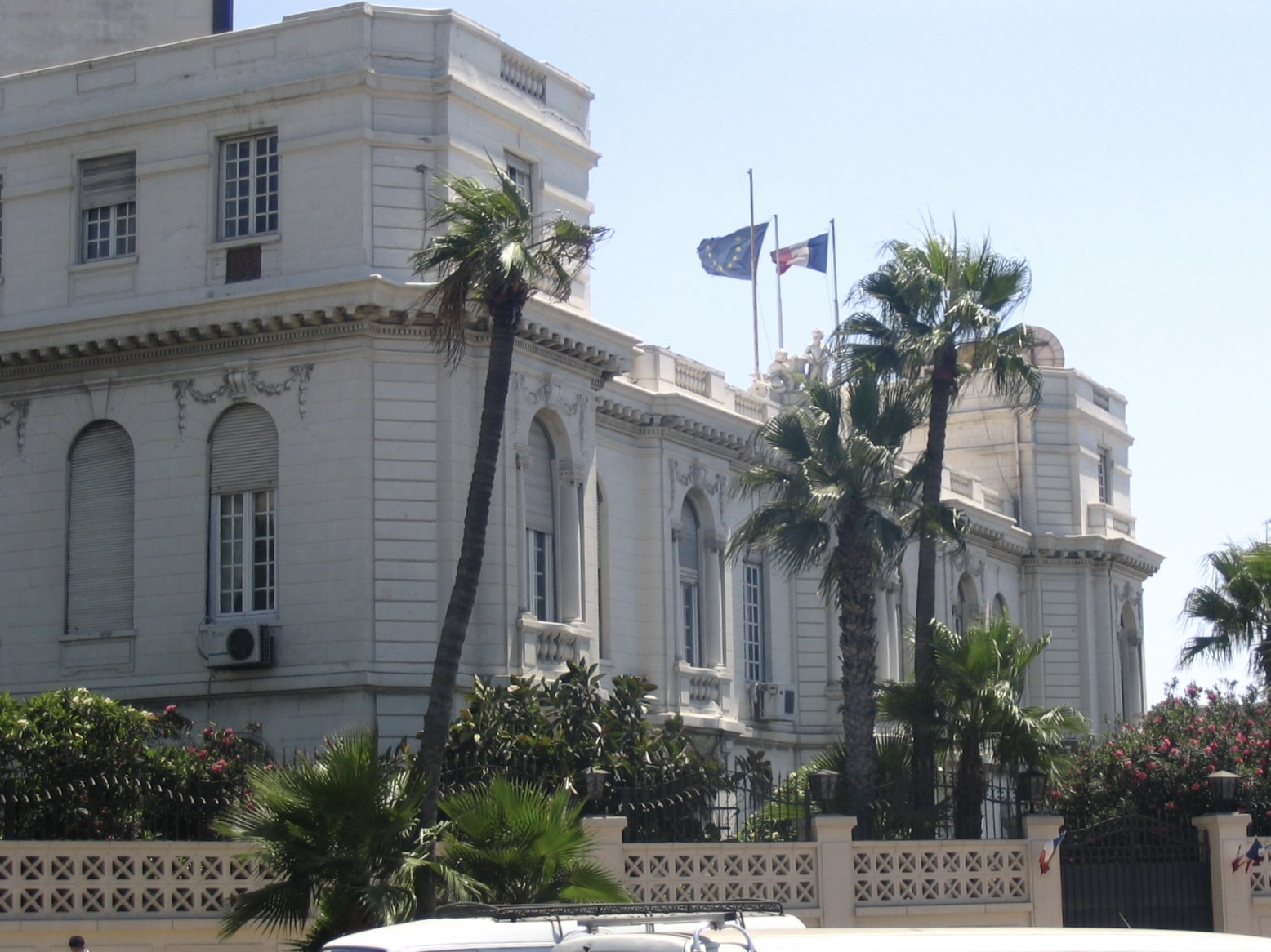
알렉산드리아 주재 프랑스 총영사관

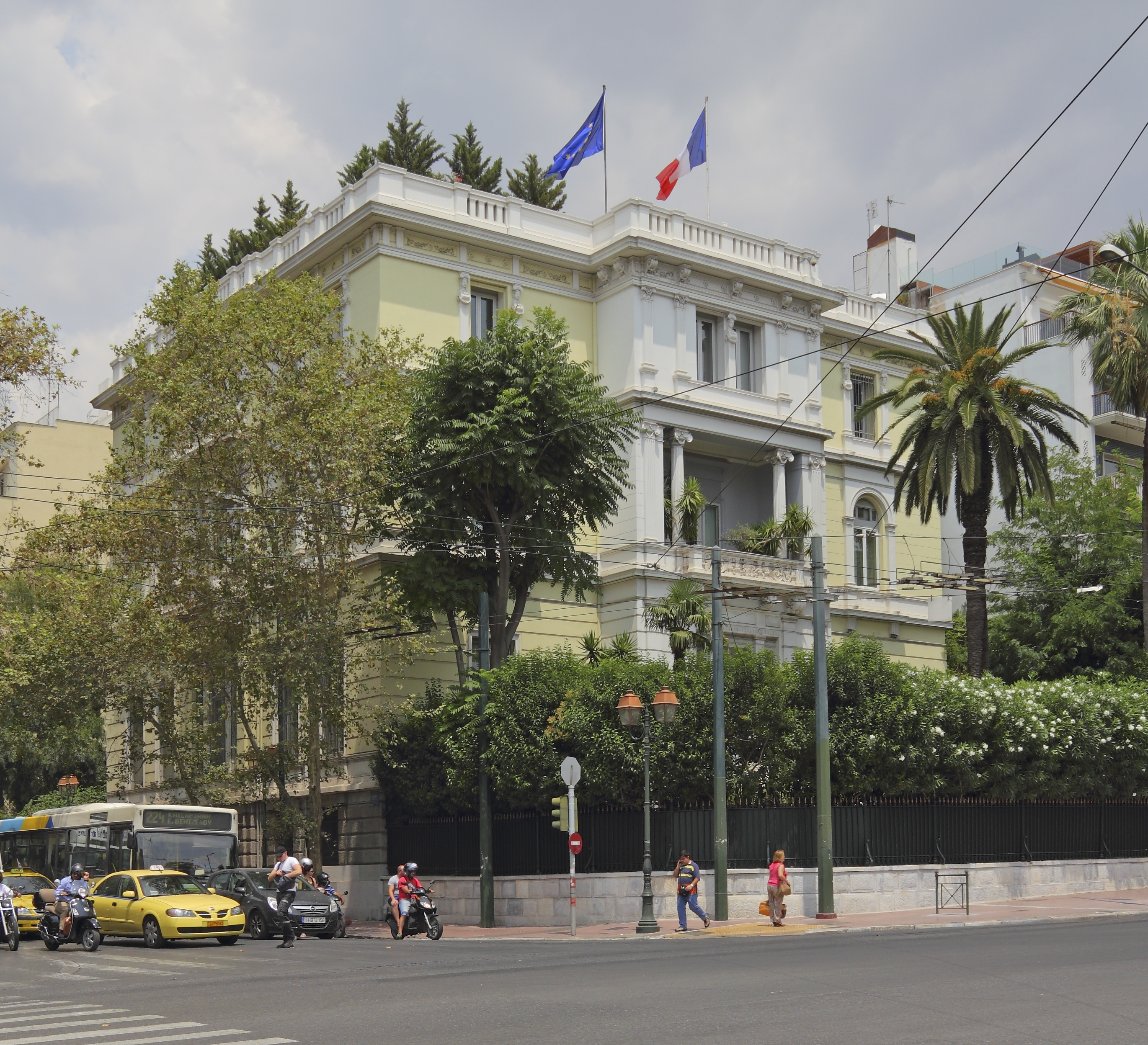
아테네 주재 프랑스 대사관

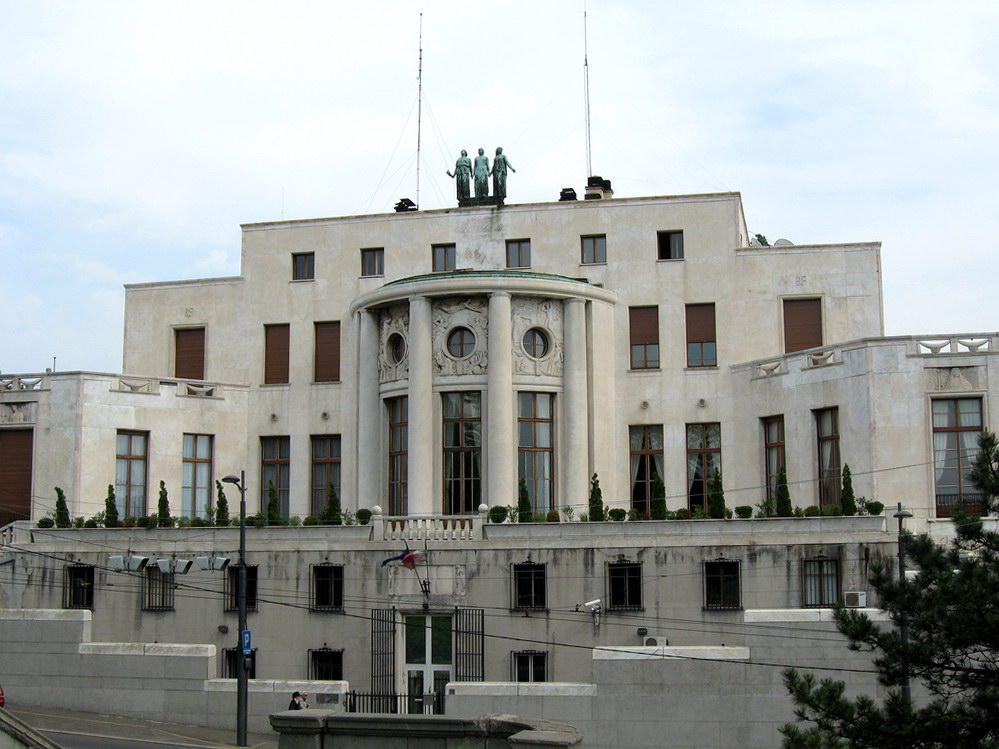
베오그라드 주재 프랑스 대사관

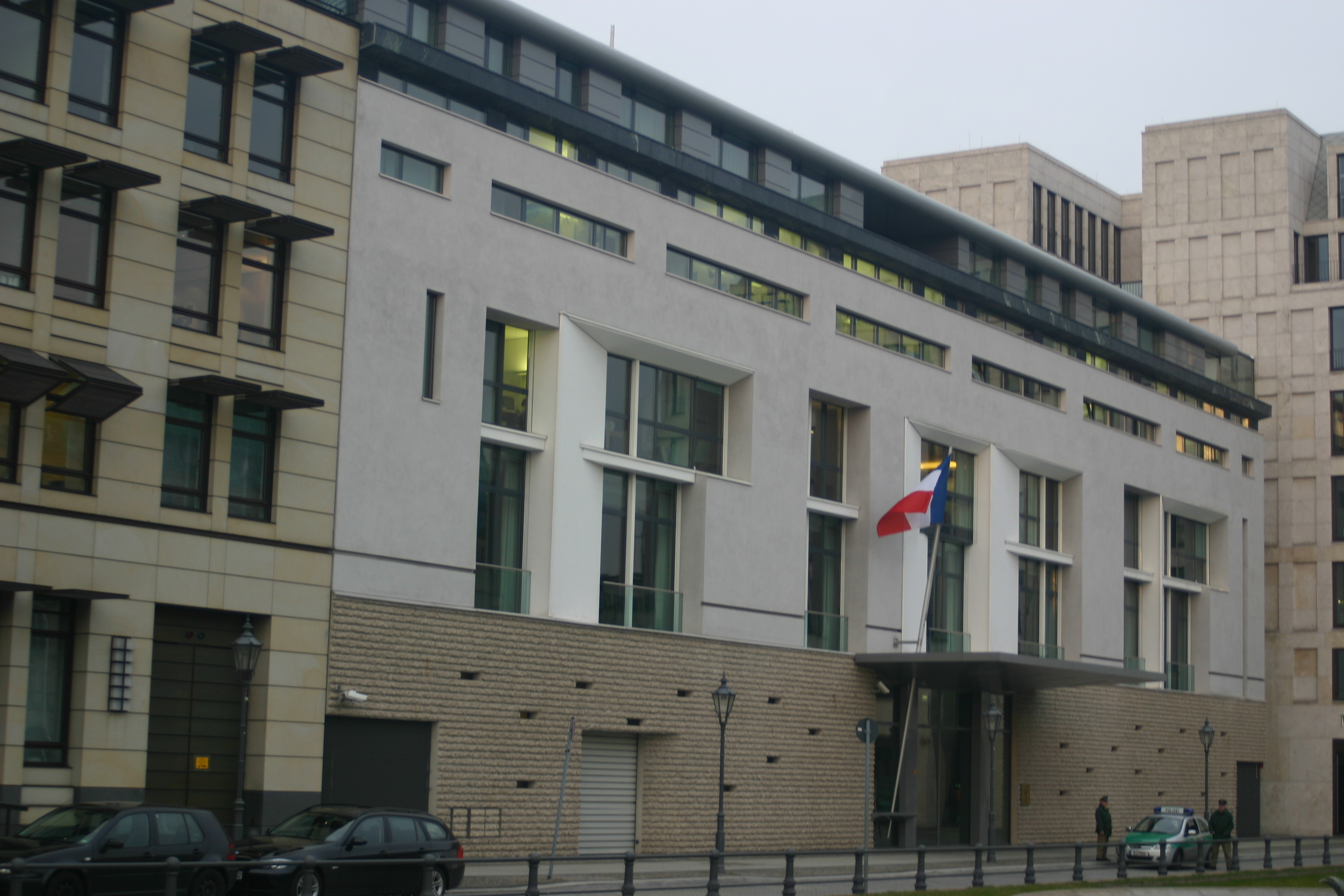
베를린 주재 프랑스 대사관

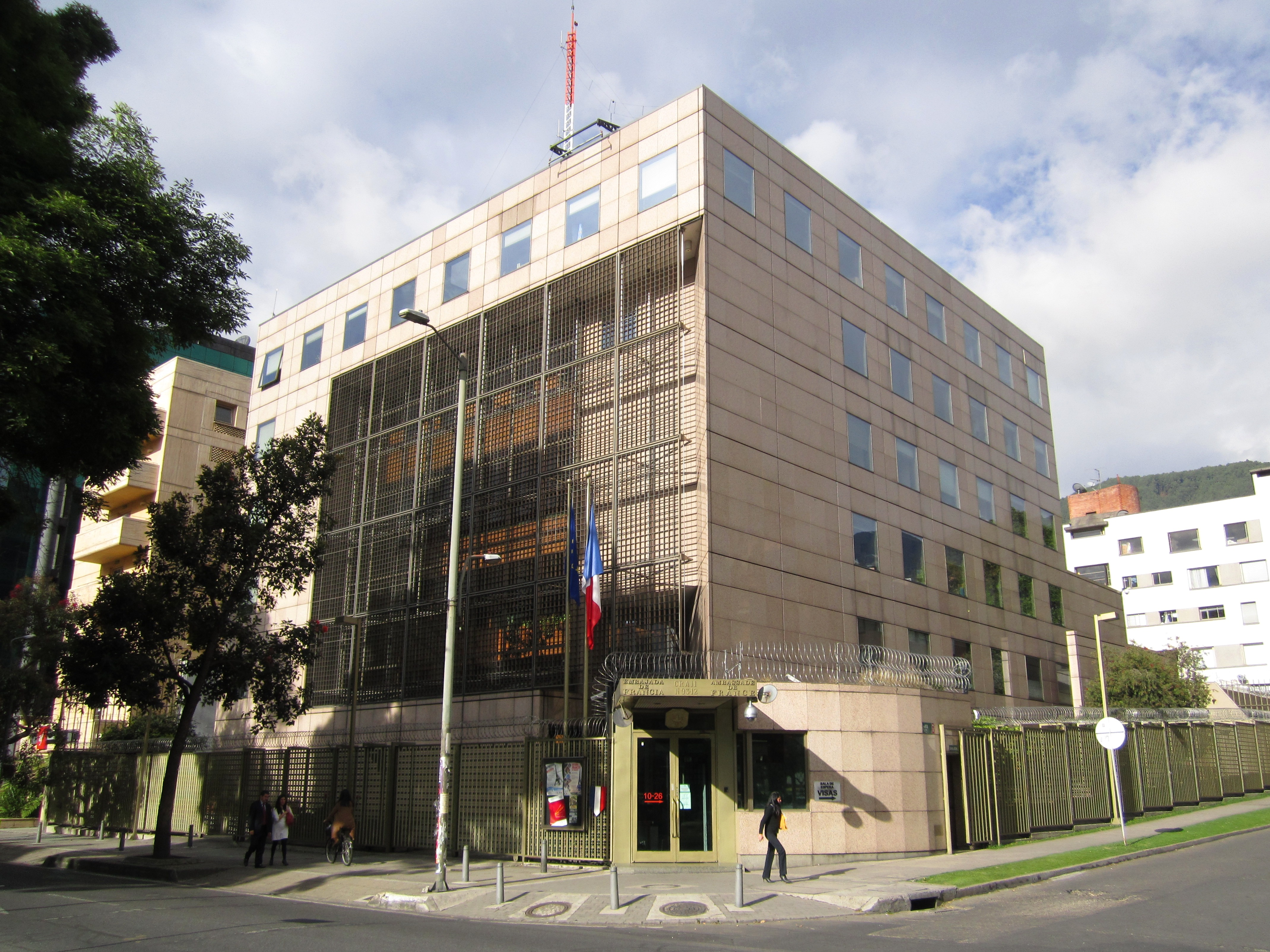
보고타 주재 프랑스 대사관

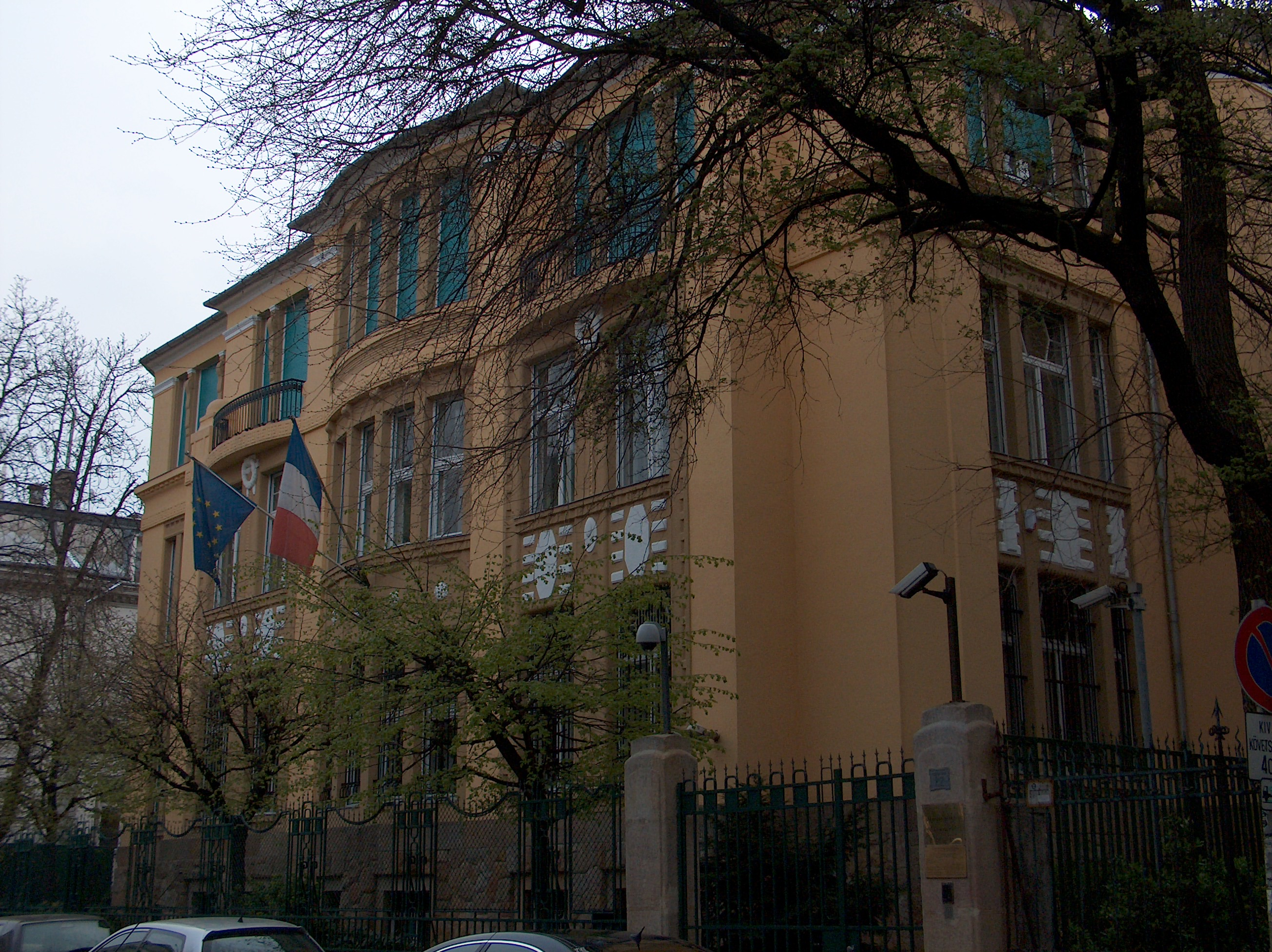
부다페스트 주재 프랑스 대사관

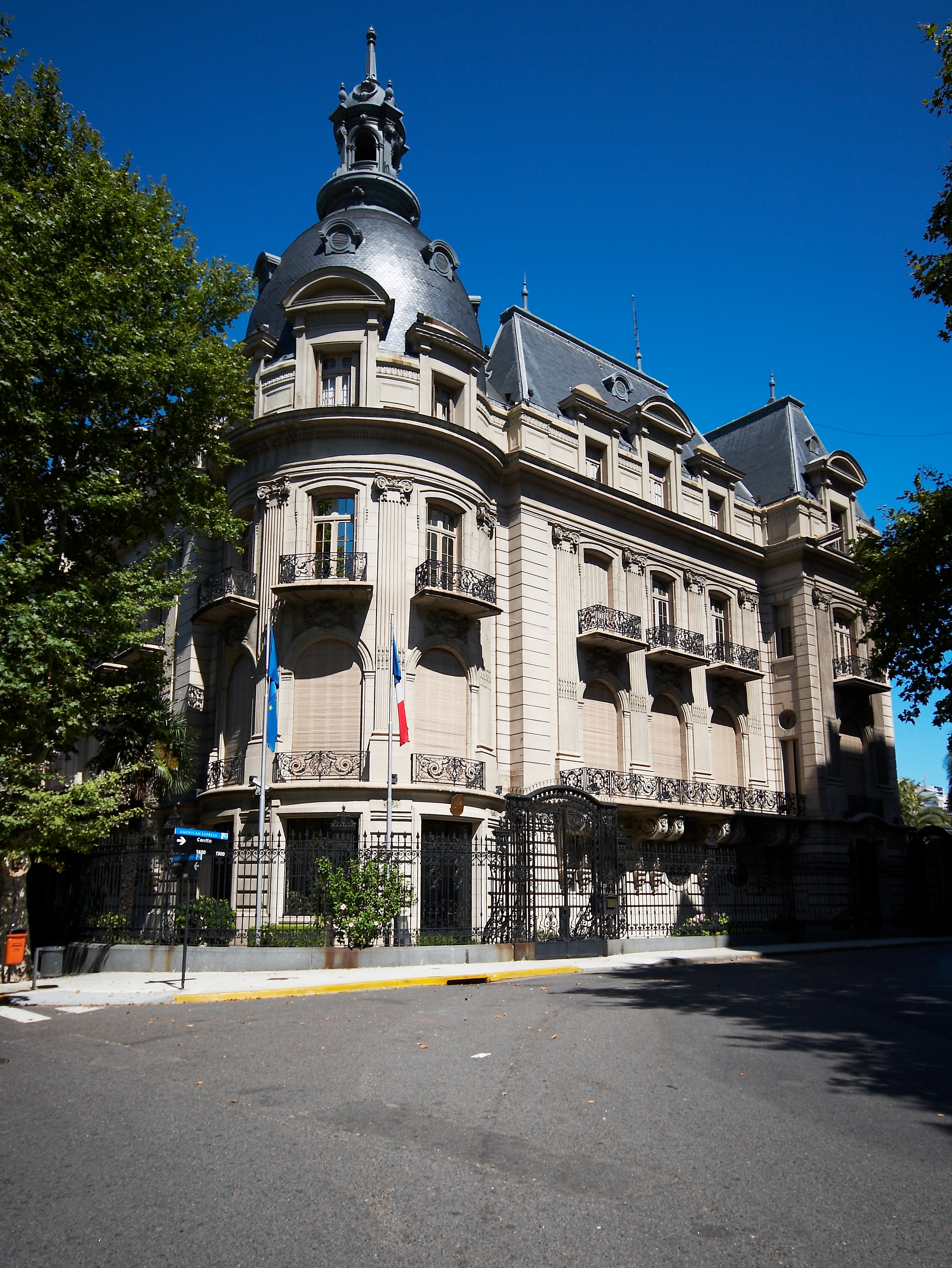
부에노스아이레스 주재 프랑스 대사관

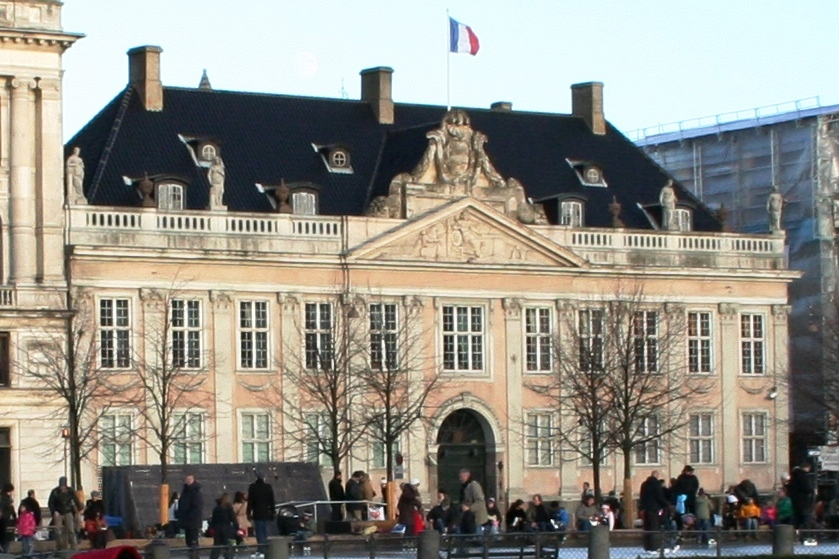
코펜하겐 주재 프랑스 대사관

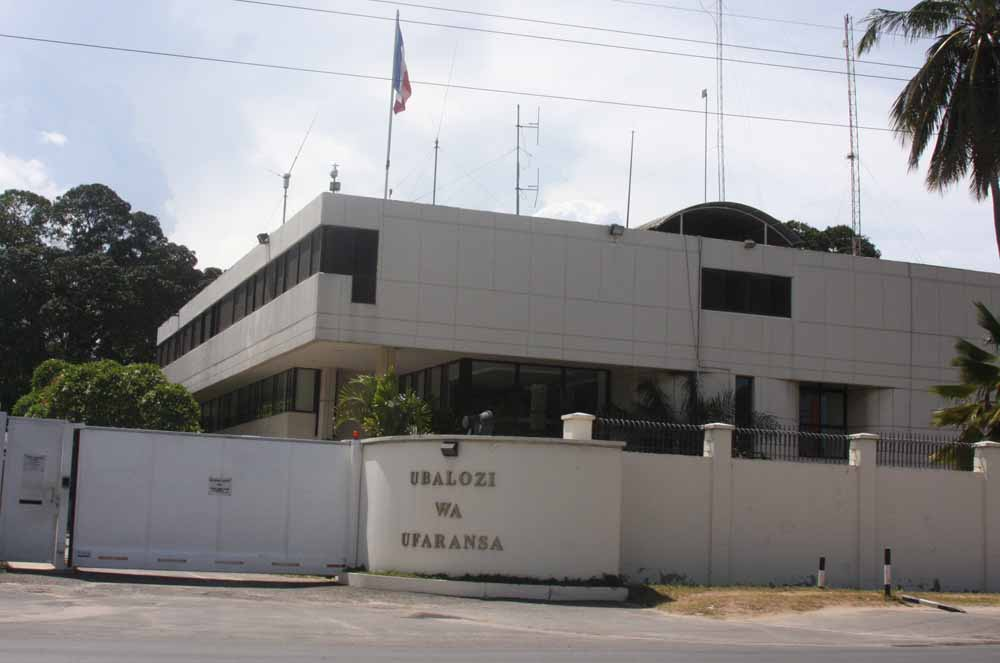
다르에스살람 주재 프랑스 대사관

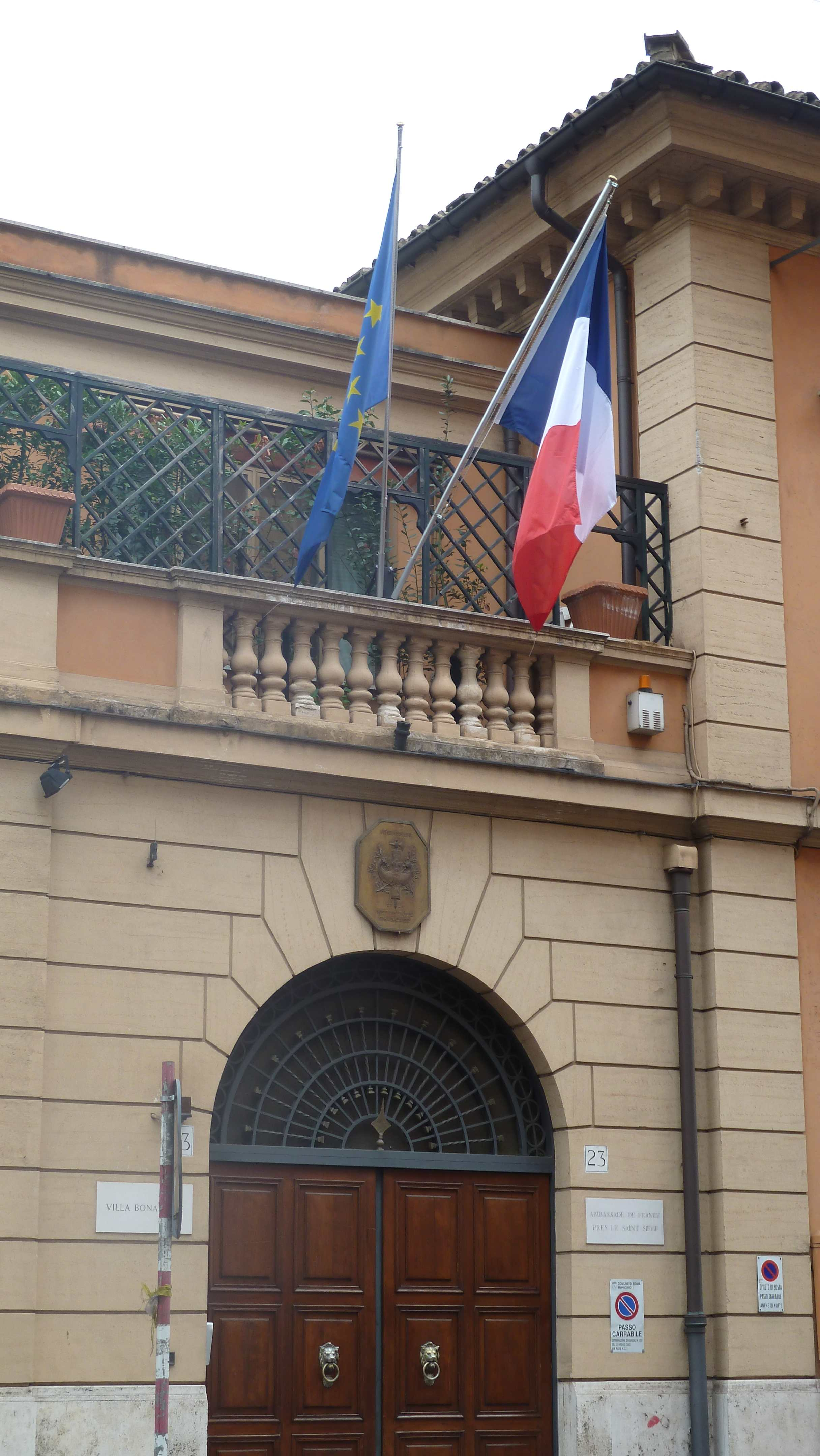
바티칸 시국 주재 프랑스 대사관

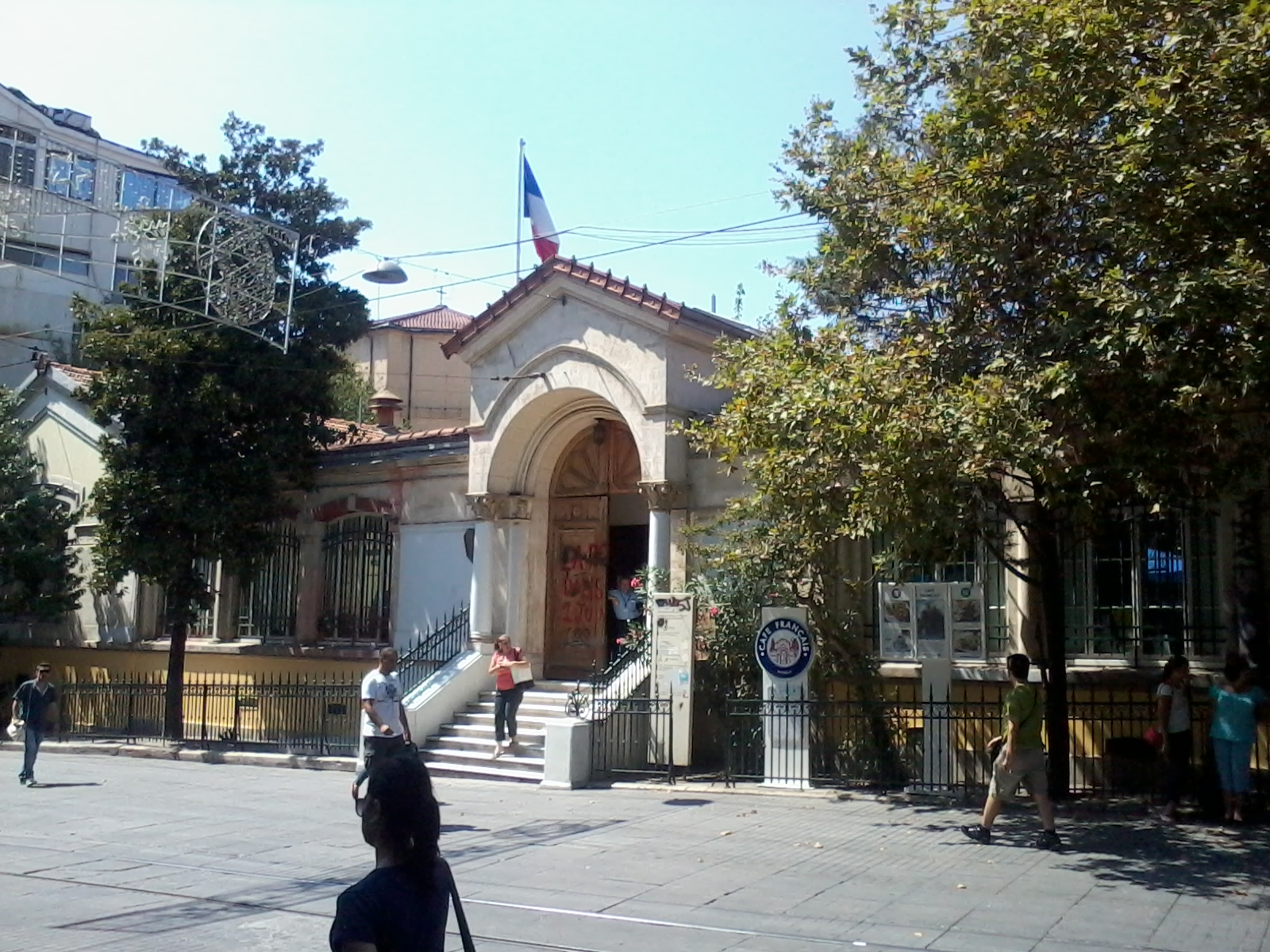
이스탄불 주재 프랑스 총영사관

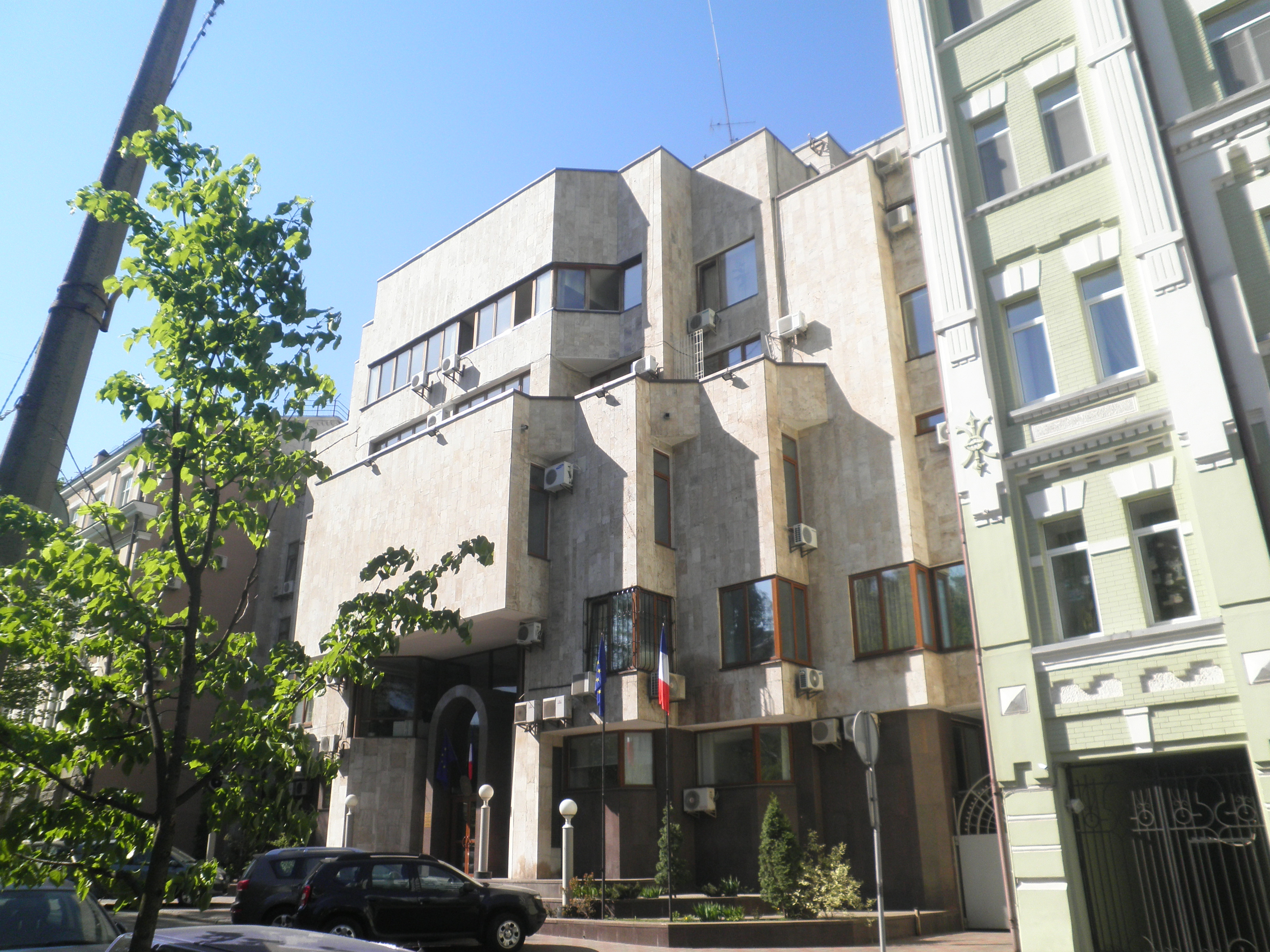
키예프 주재 프랑스 대사관

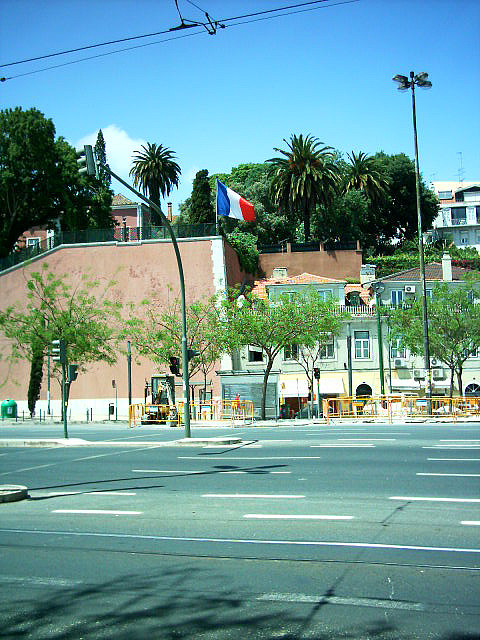
리스본 주재 프랑스 대사관

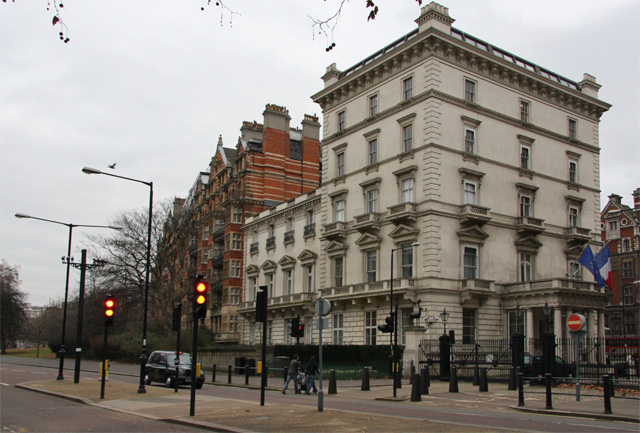
런던 주재 프랑스 대사관

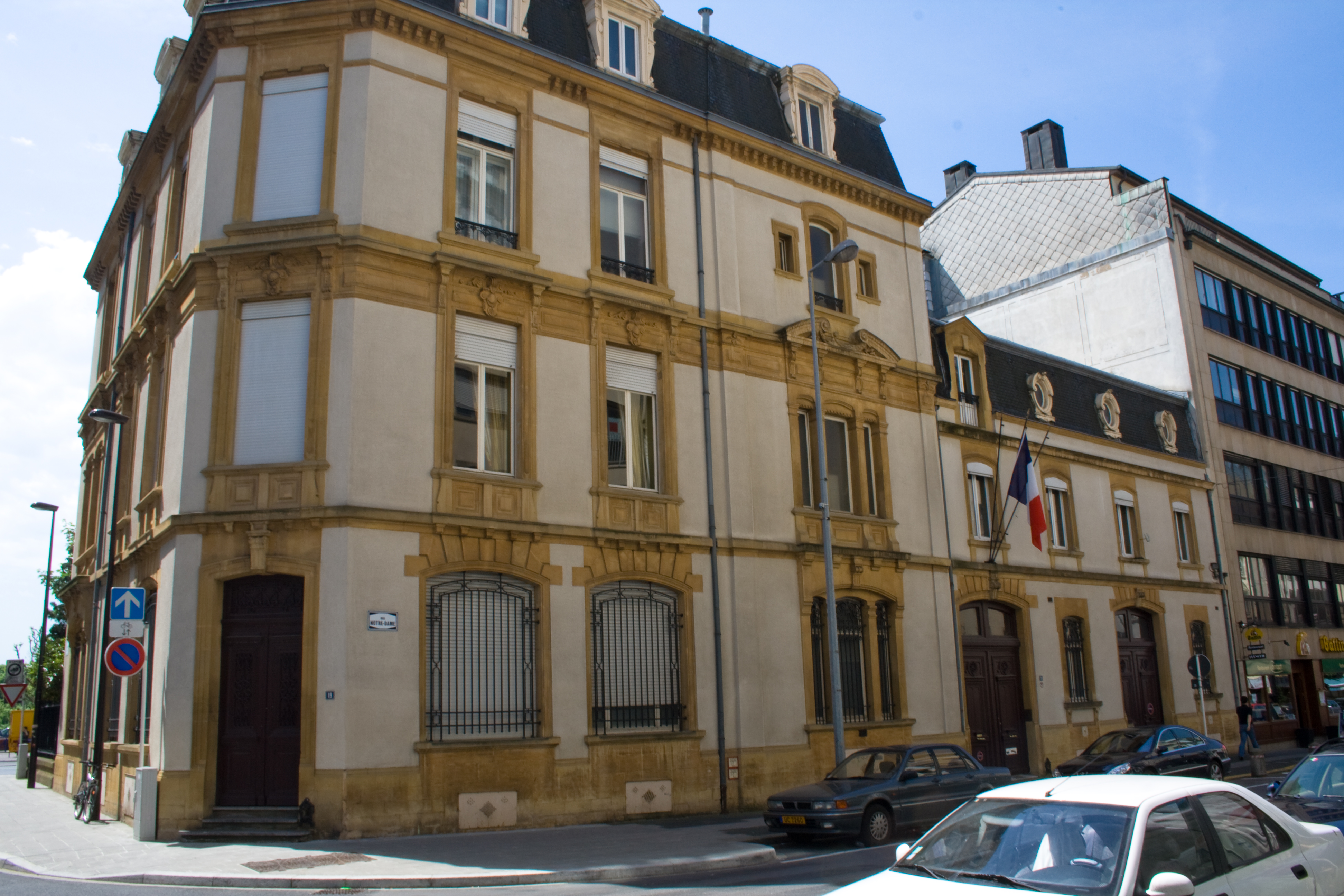
룩셈부르크 시 주재 프랑스 대사관

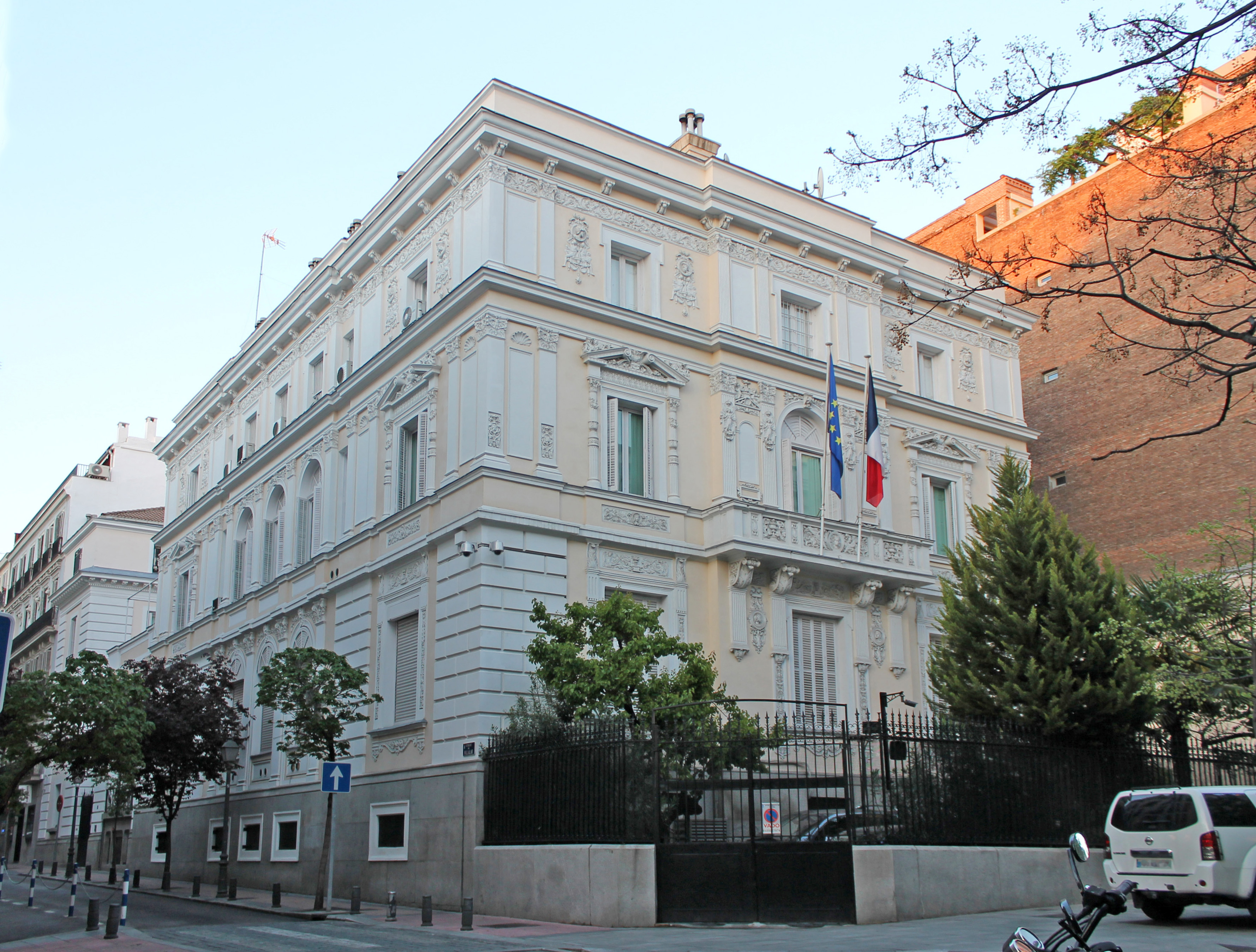
마드리드 주재 프랑스 대사관

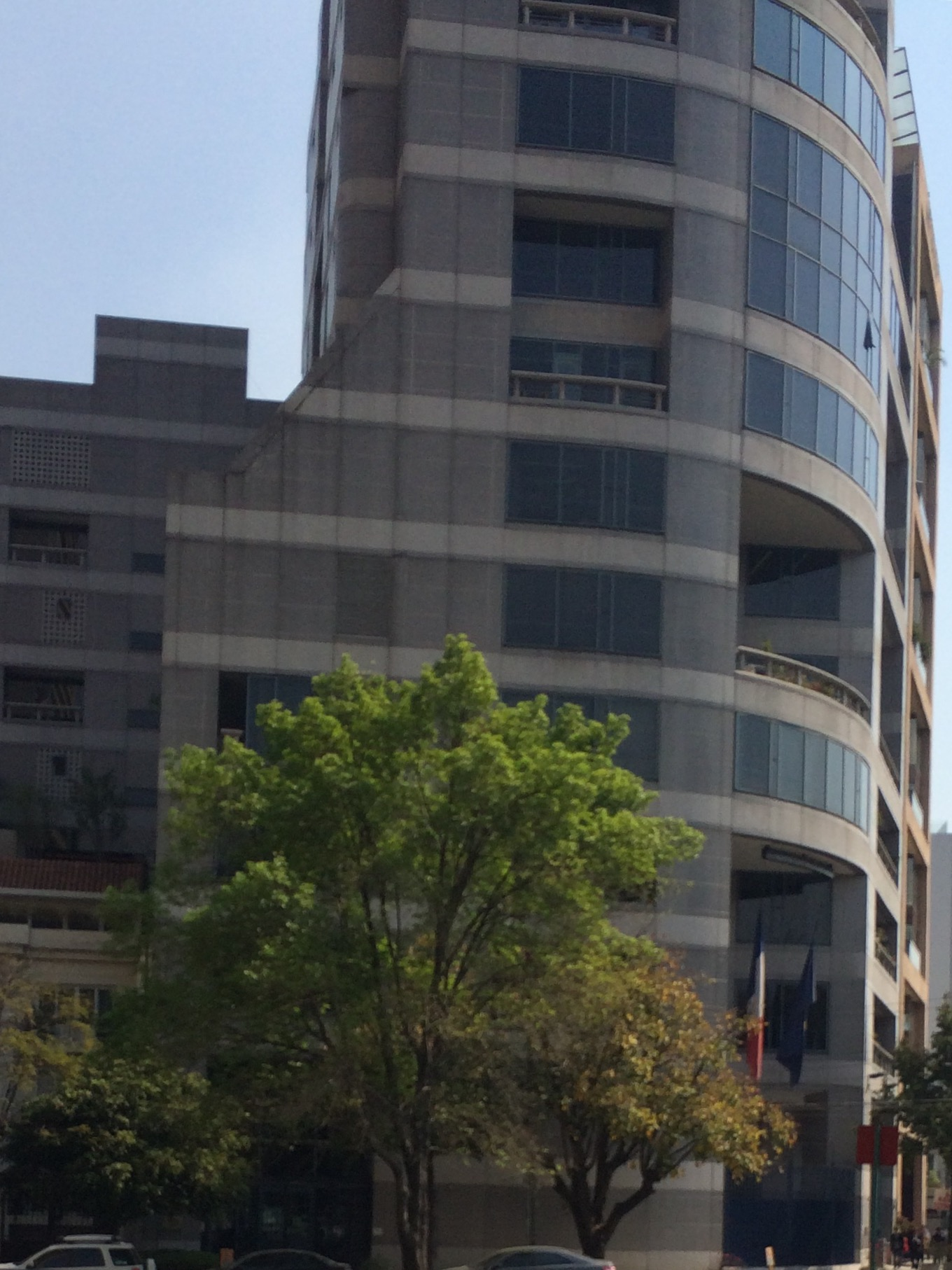
멕시코시티 주재 프랑스 대사관

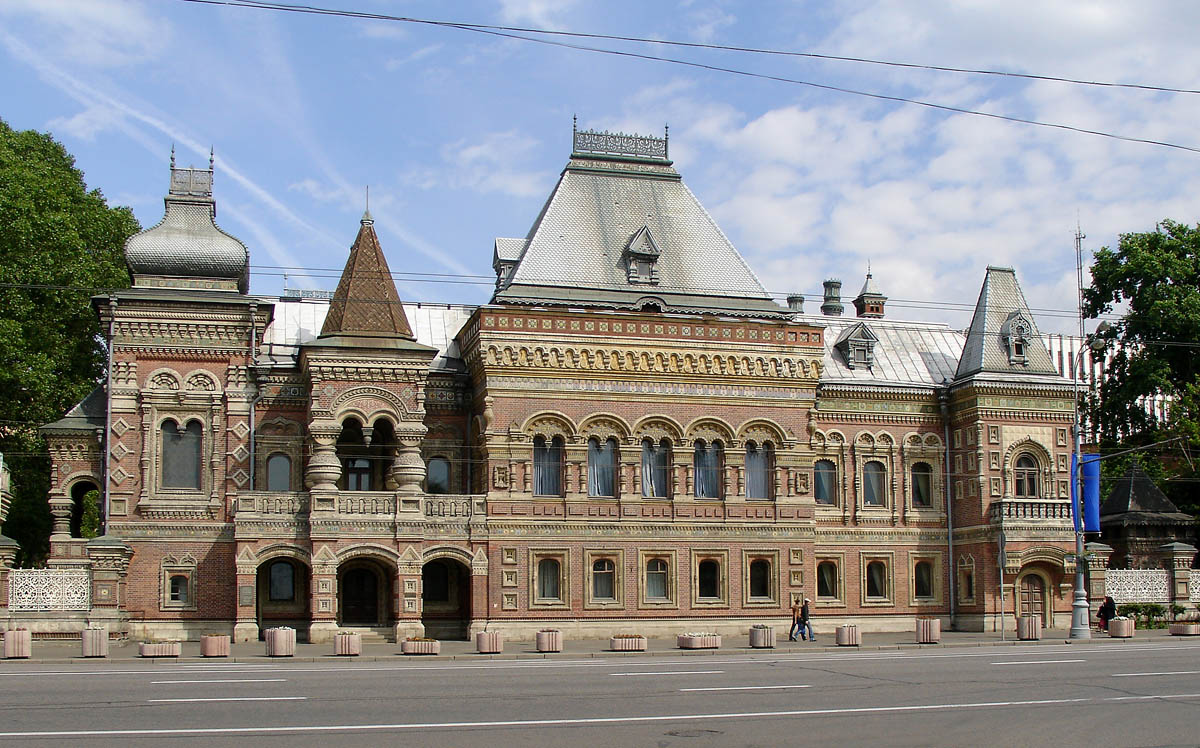
모스크바 주재 프랑스 대사관

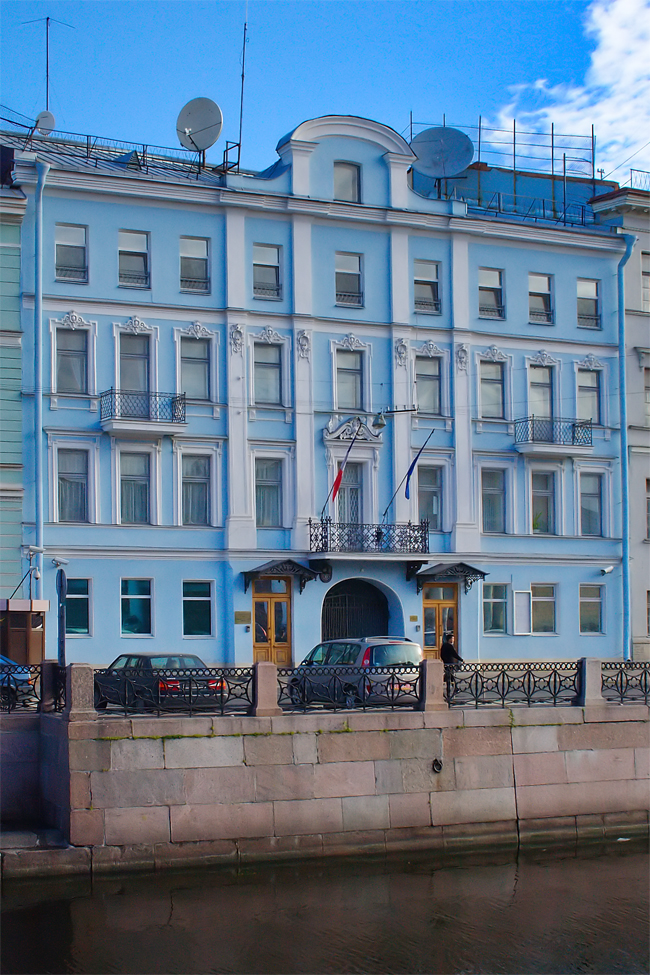
상트페테르부르크 주재 프랑스 총영사관

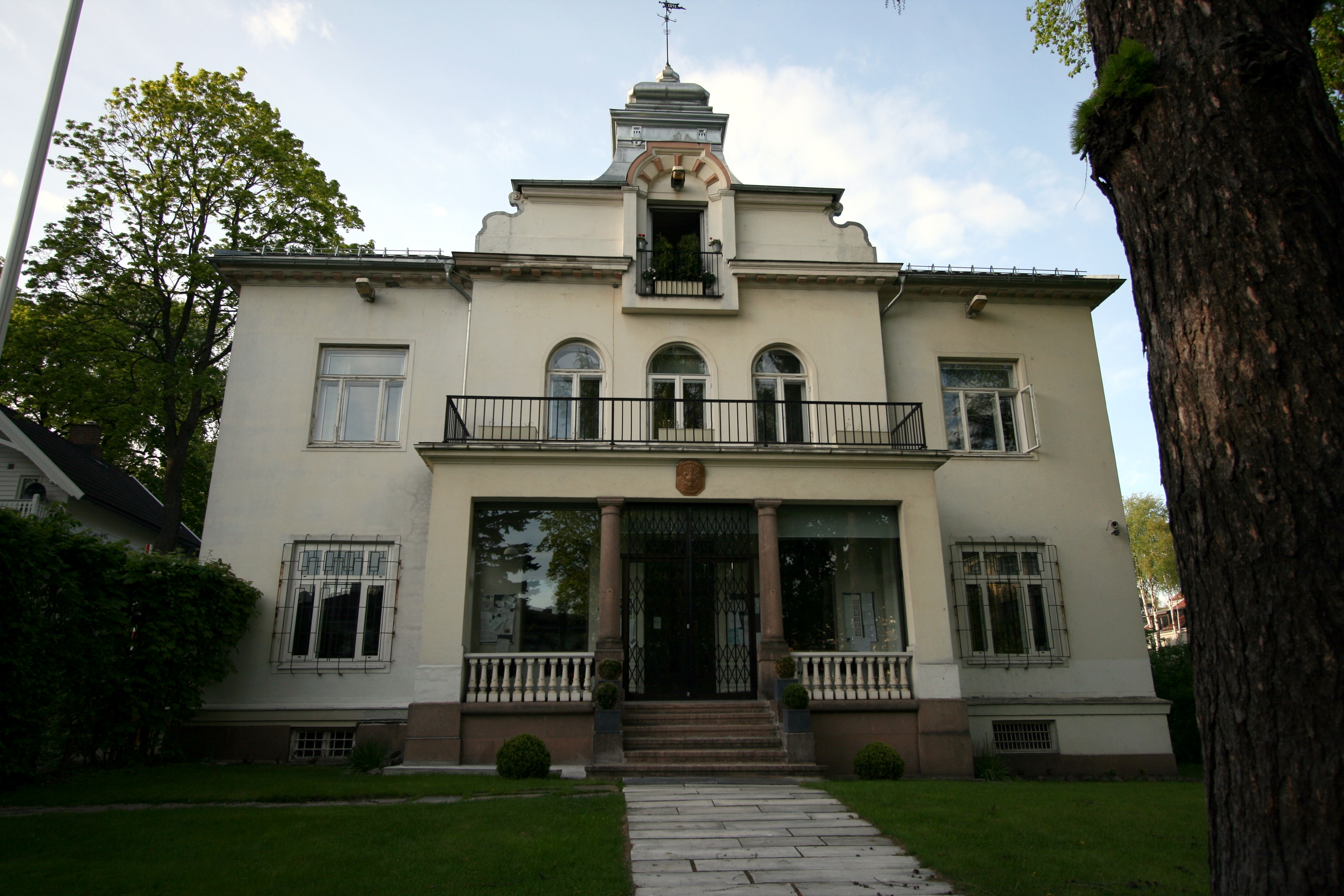
오슬로 주재 프랑스 대사관

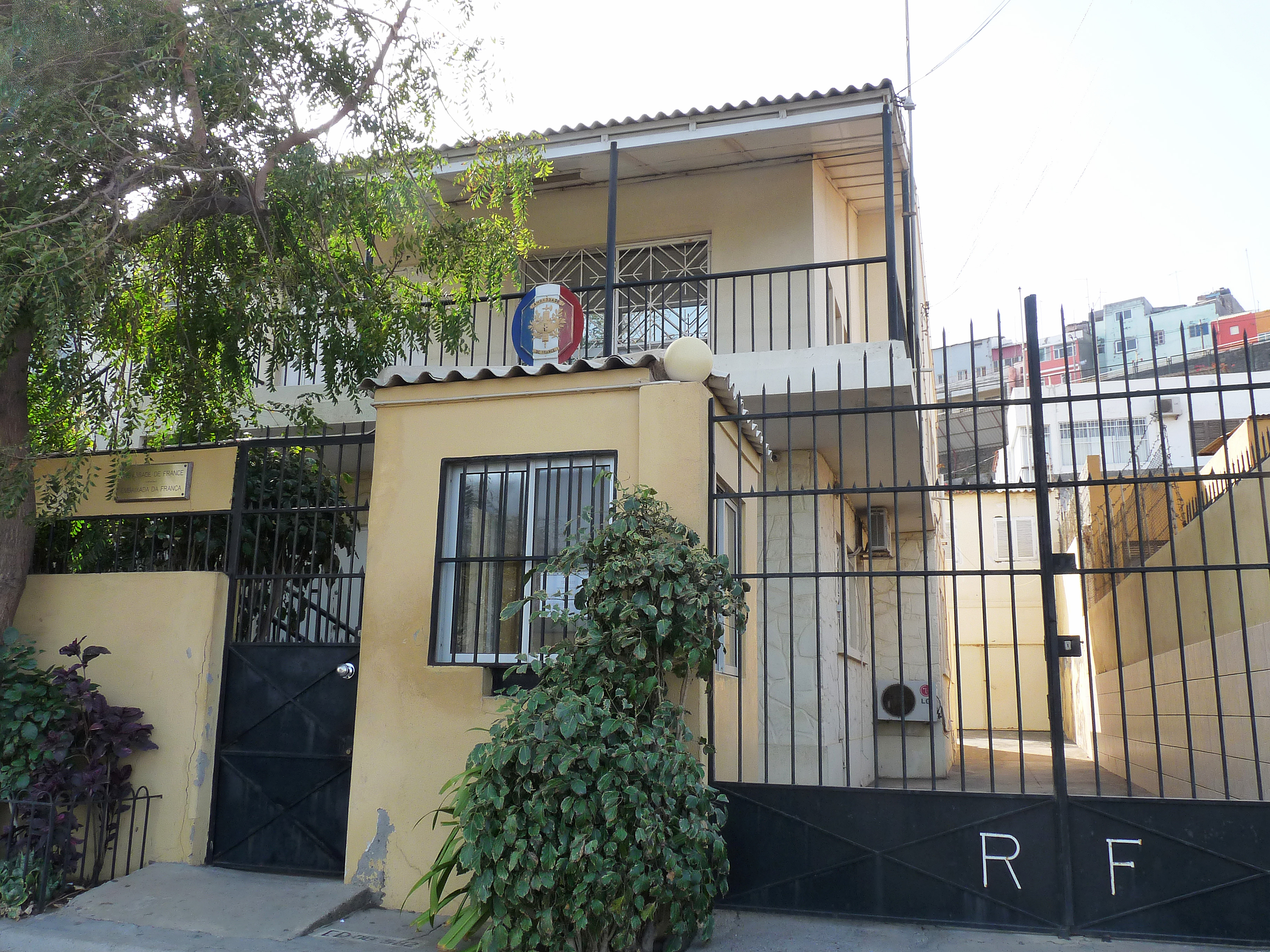
프라이아 주재 프랑스 대사관

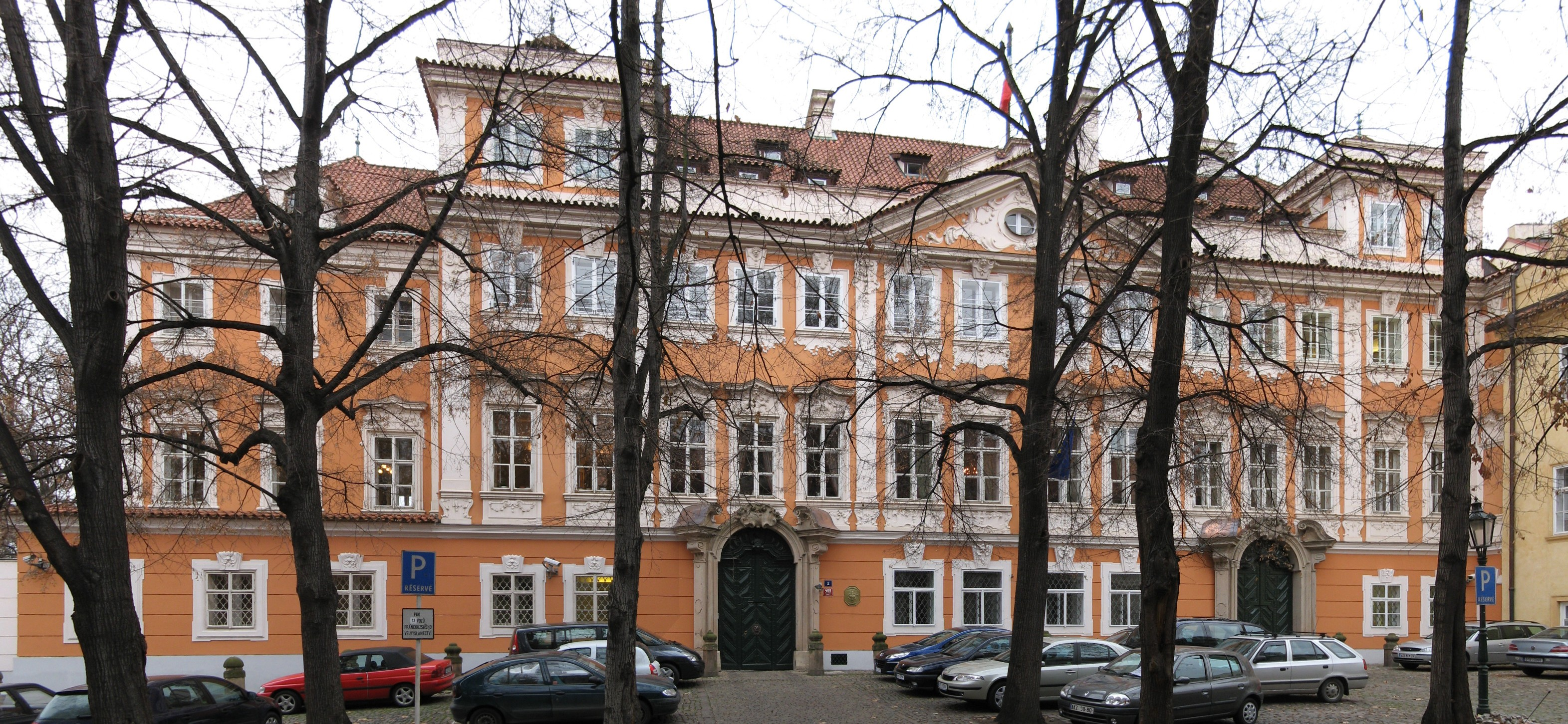
프라하 주재 프랑스 대사관

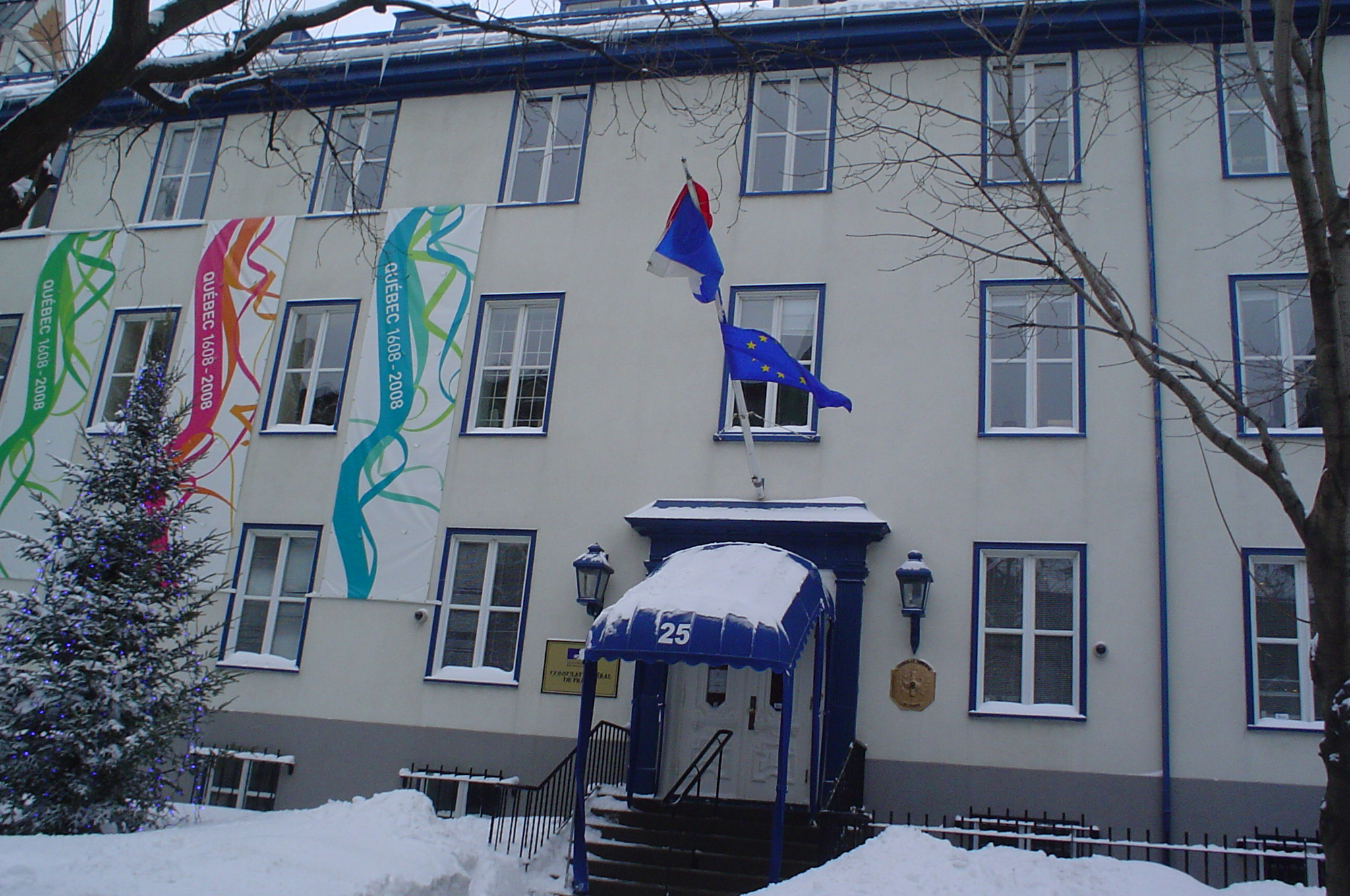
퀘벡 시 주재 프랑스 총영사관

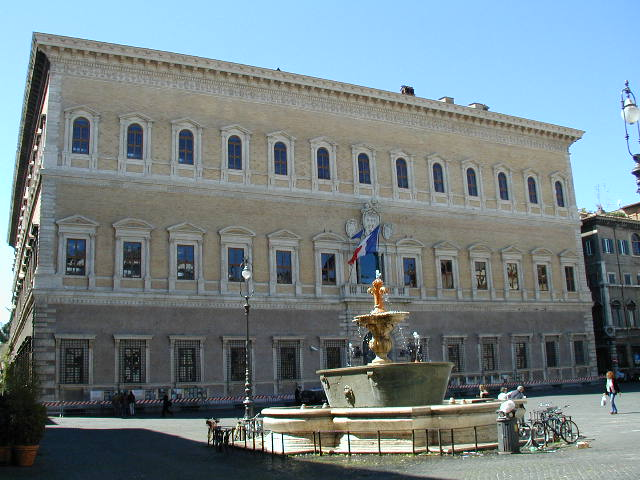
로마 주재 프랑스 대사관

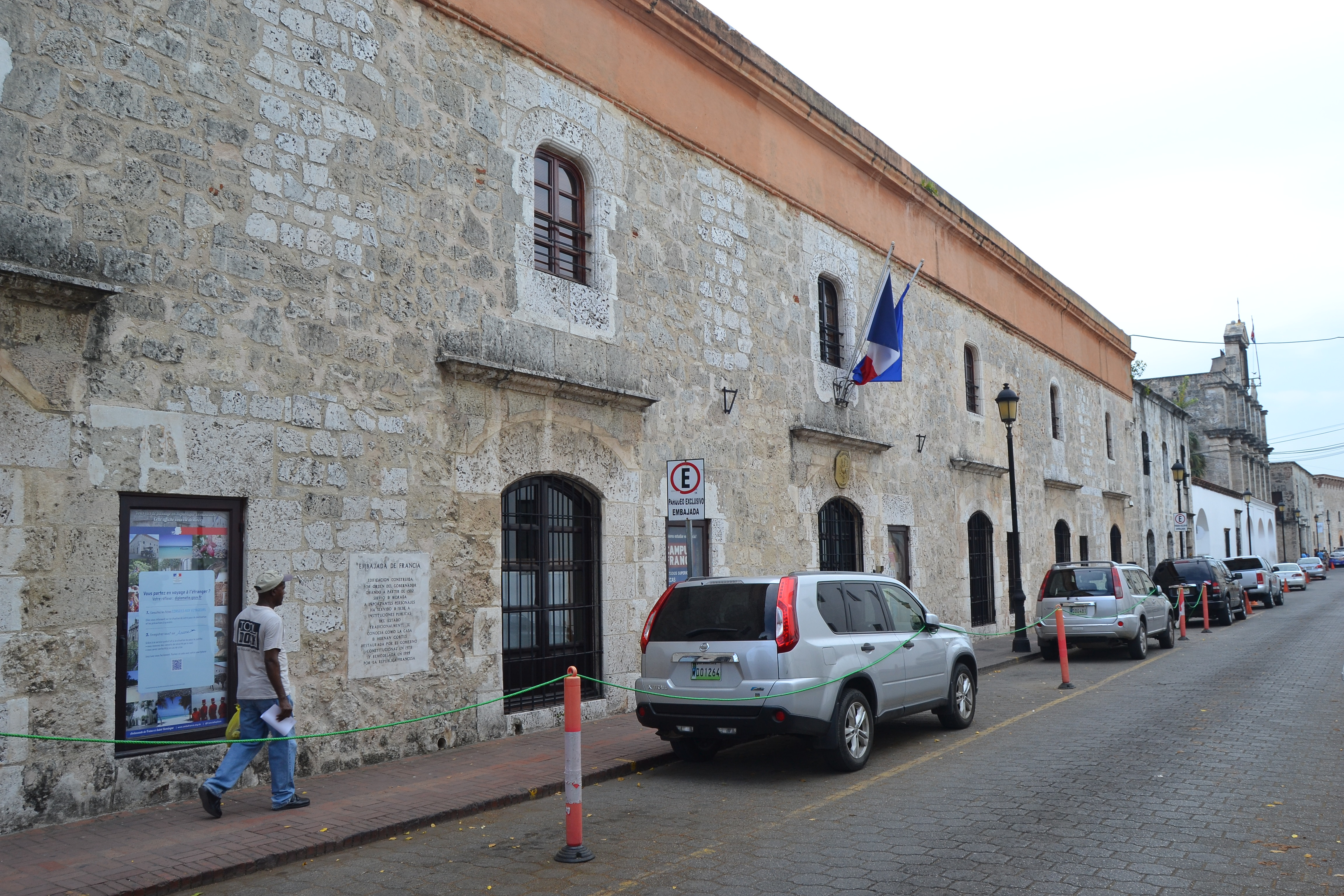
산토도밍고 주재 프랑스 대사관

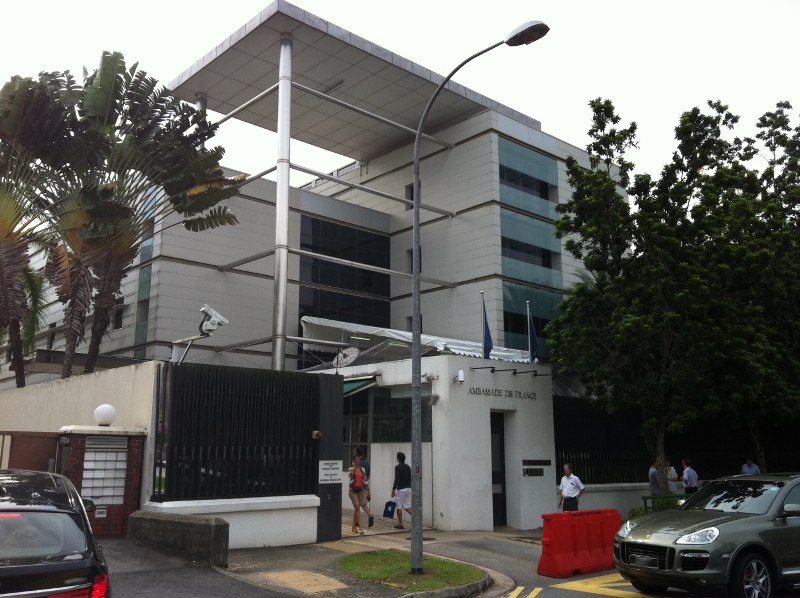
싱가포르 주재 프랑스 대사관

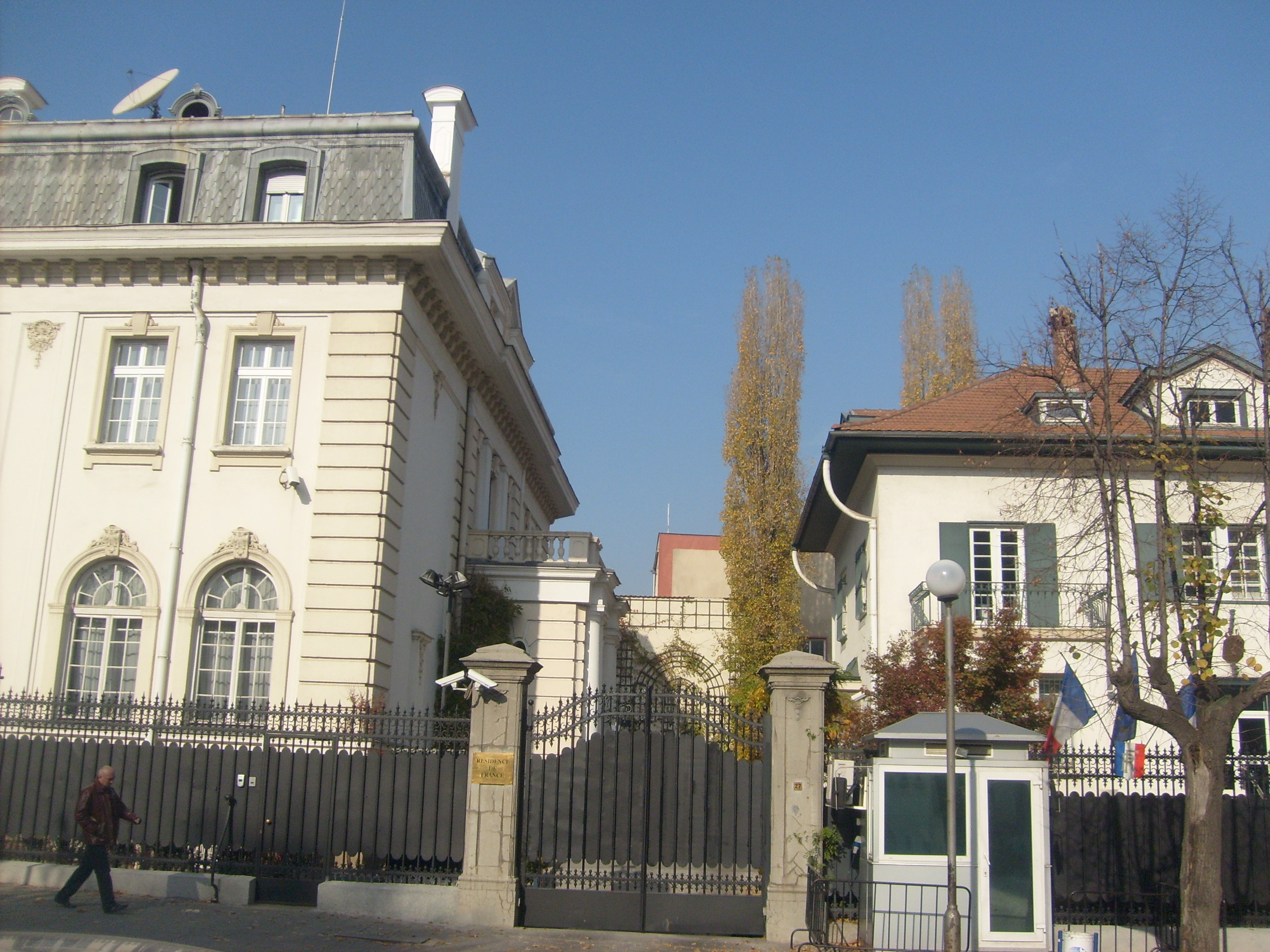
소피아 주재 프랑스 대사관

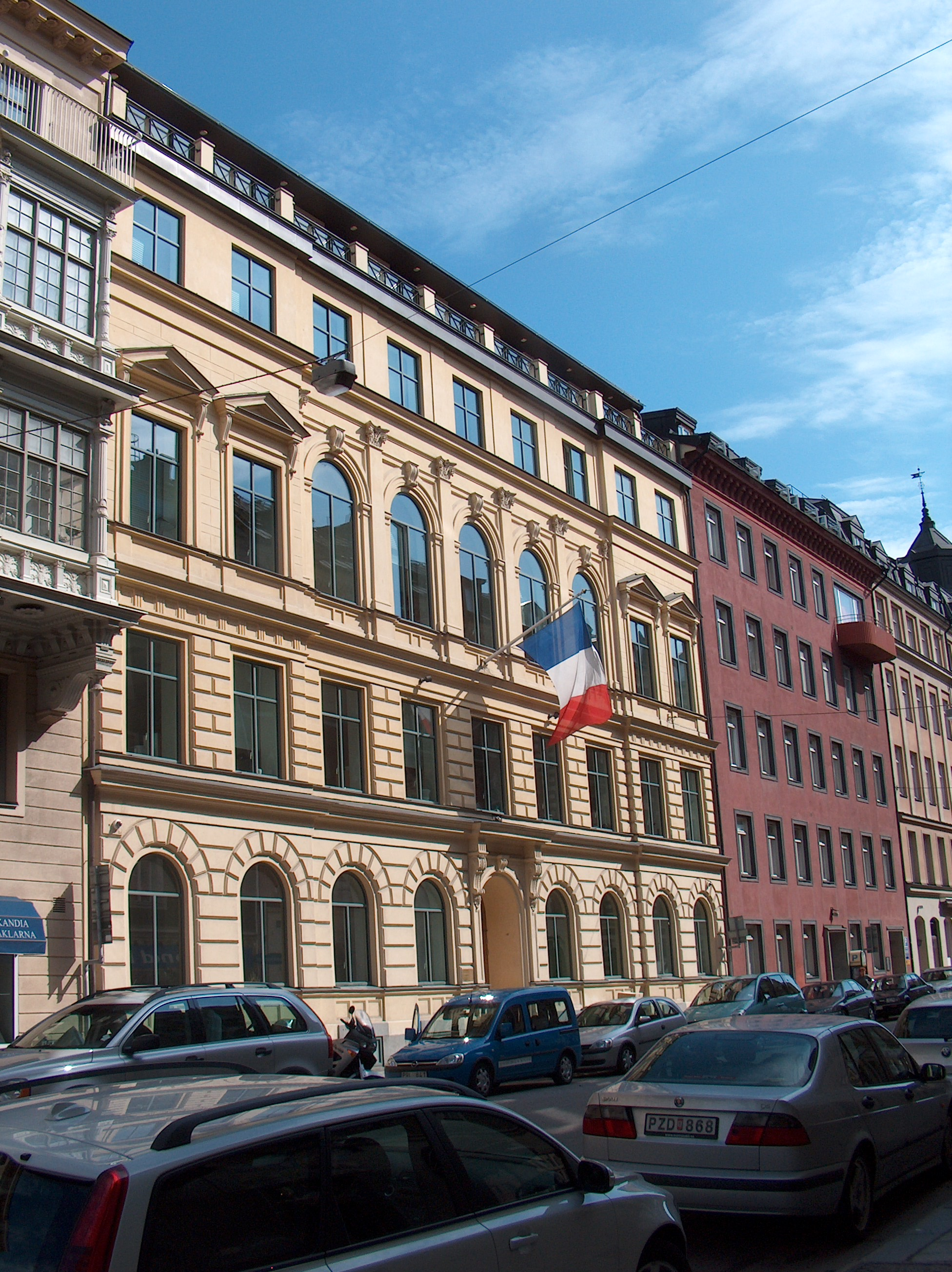
스톡홀름 주재 프랑스 대사관

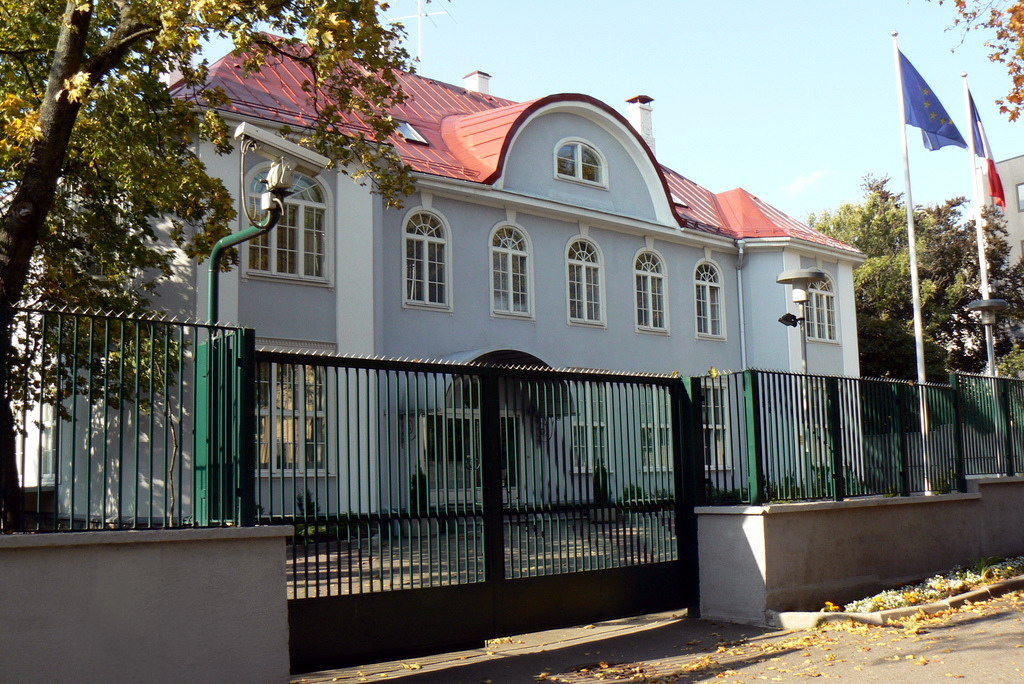
탈린 주재 프랑스 대사관

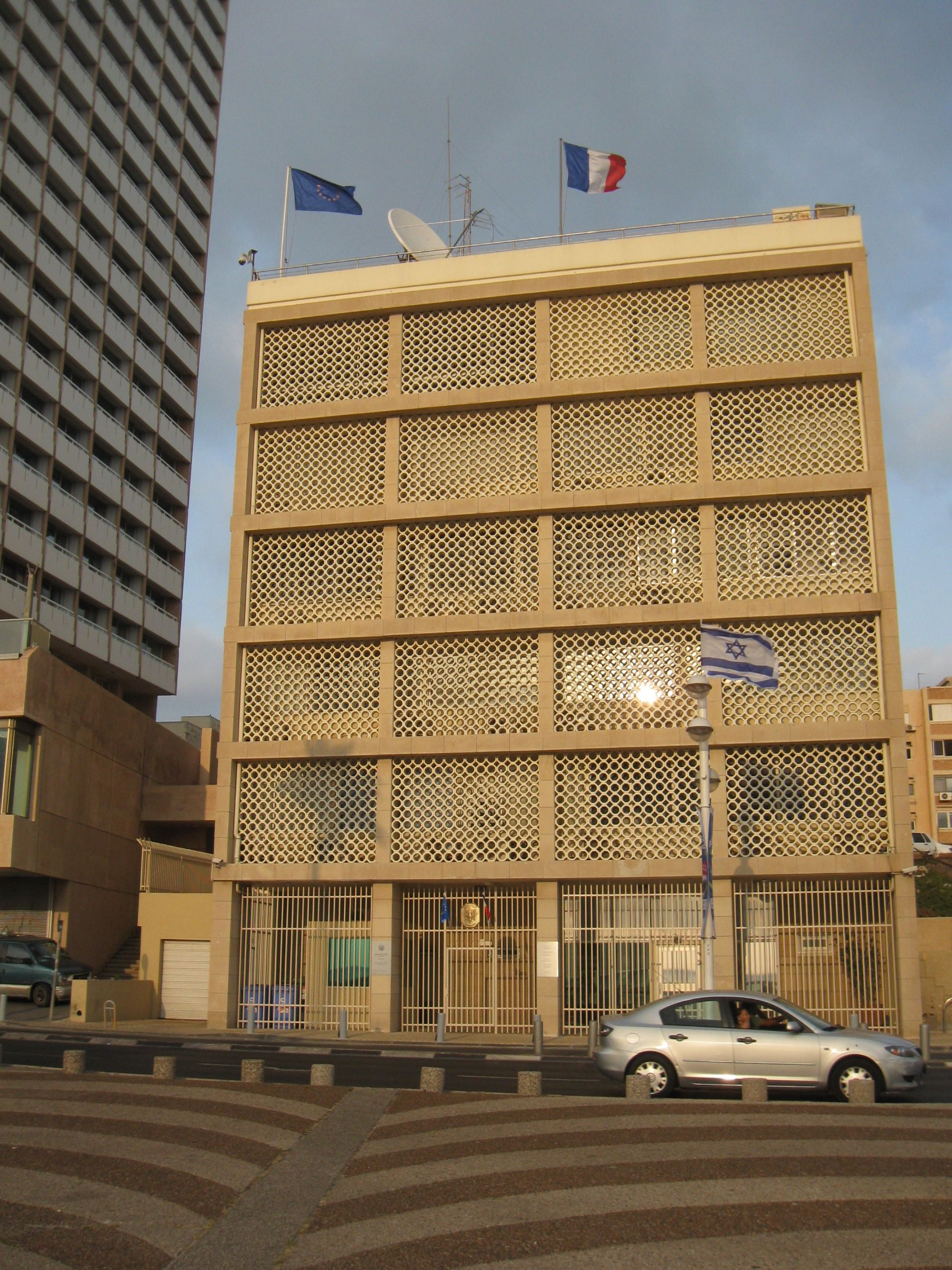
텔아비브 주재 프랑스 대사관

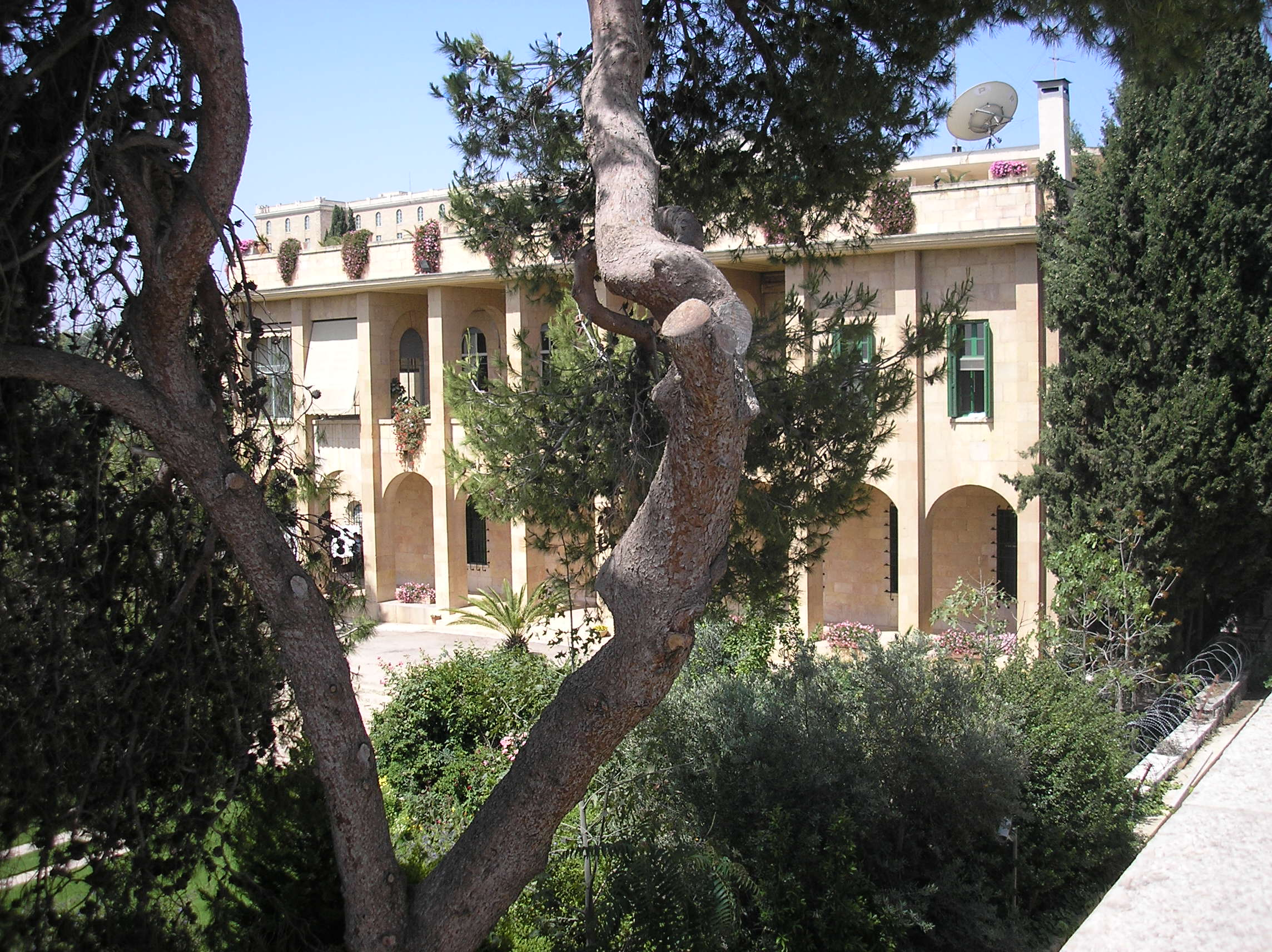
예루살렘 주재 프랑스 총영사관

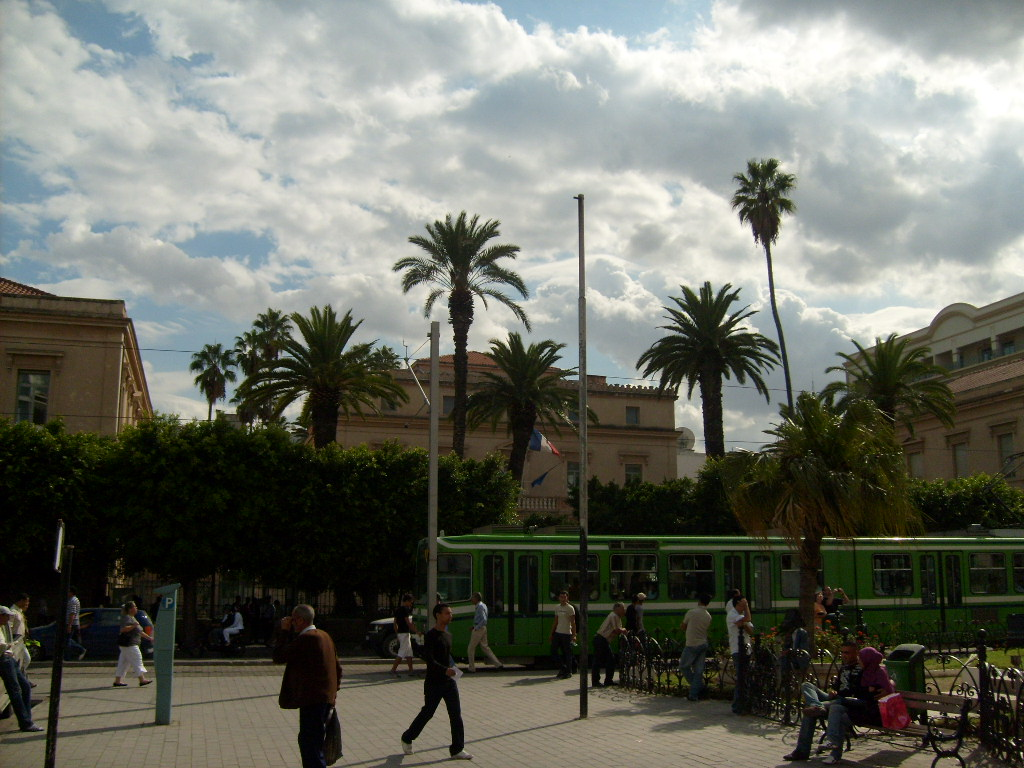
튀니스 주재 프랑스 대사관

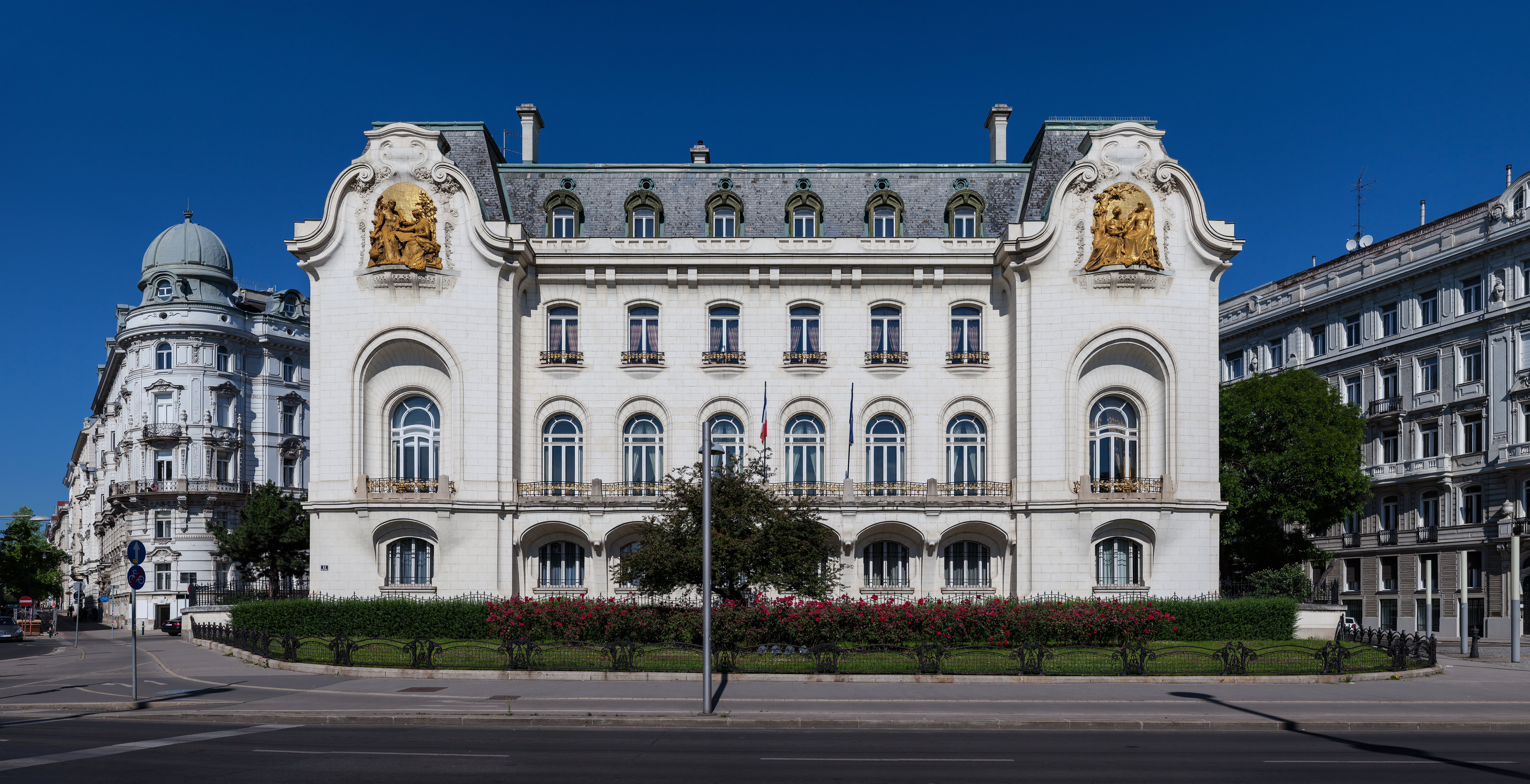
빈 주재 프랑스 대사관

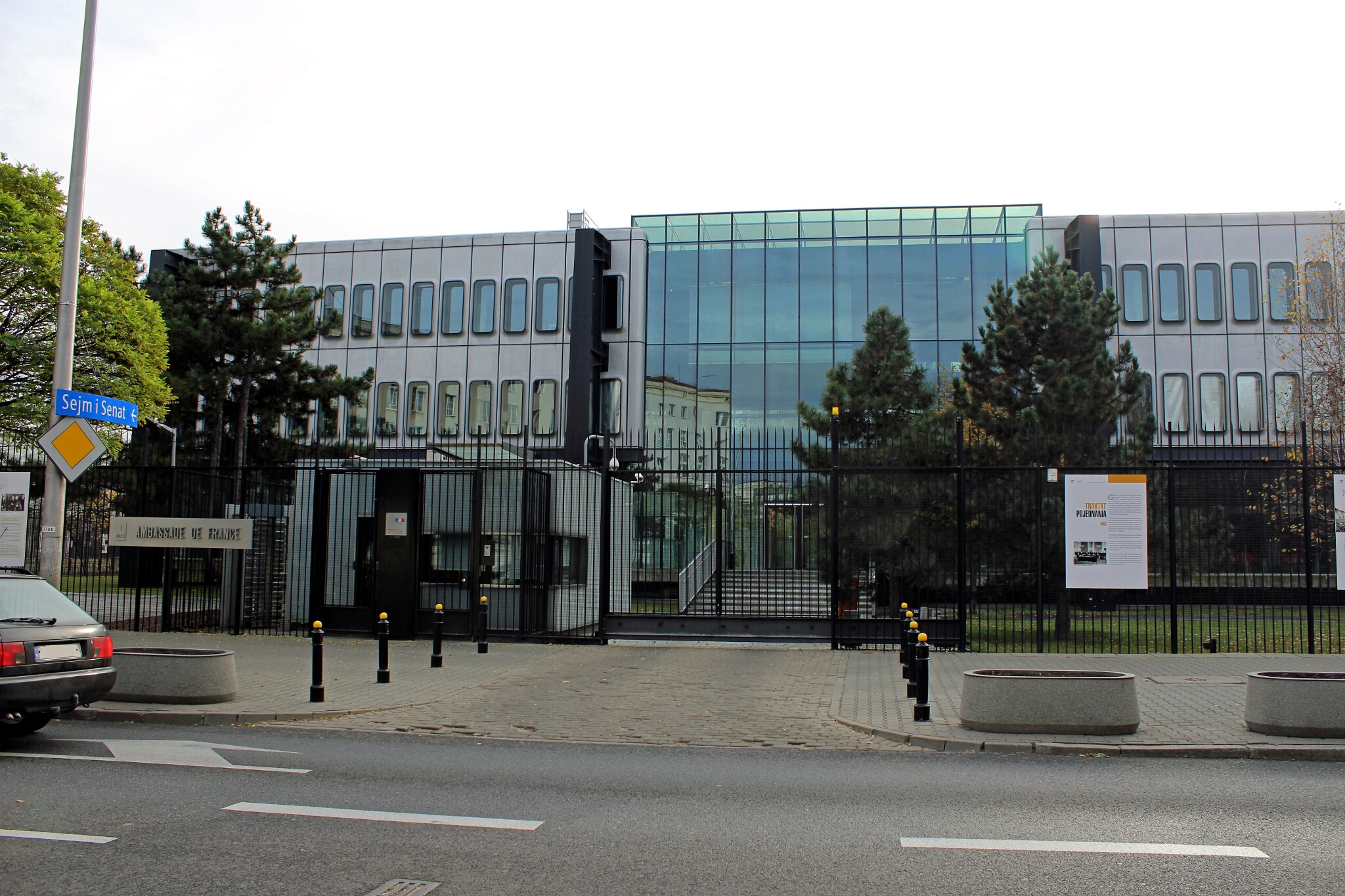
바르샤바 주재 프랑스 대사관

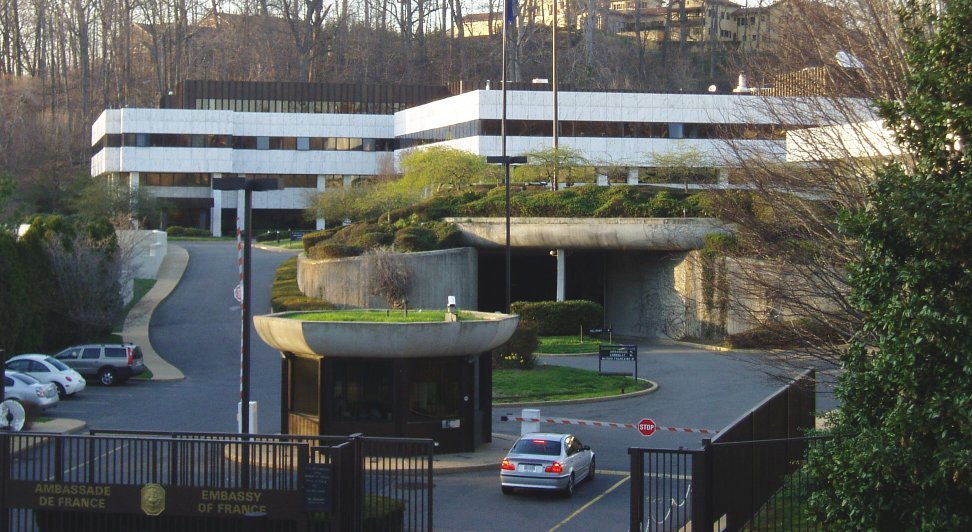
워싱턴 D.C. 주재 프랑스 대사관

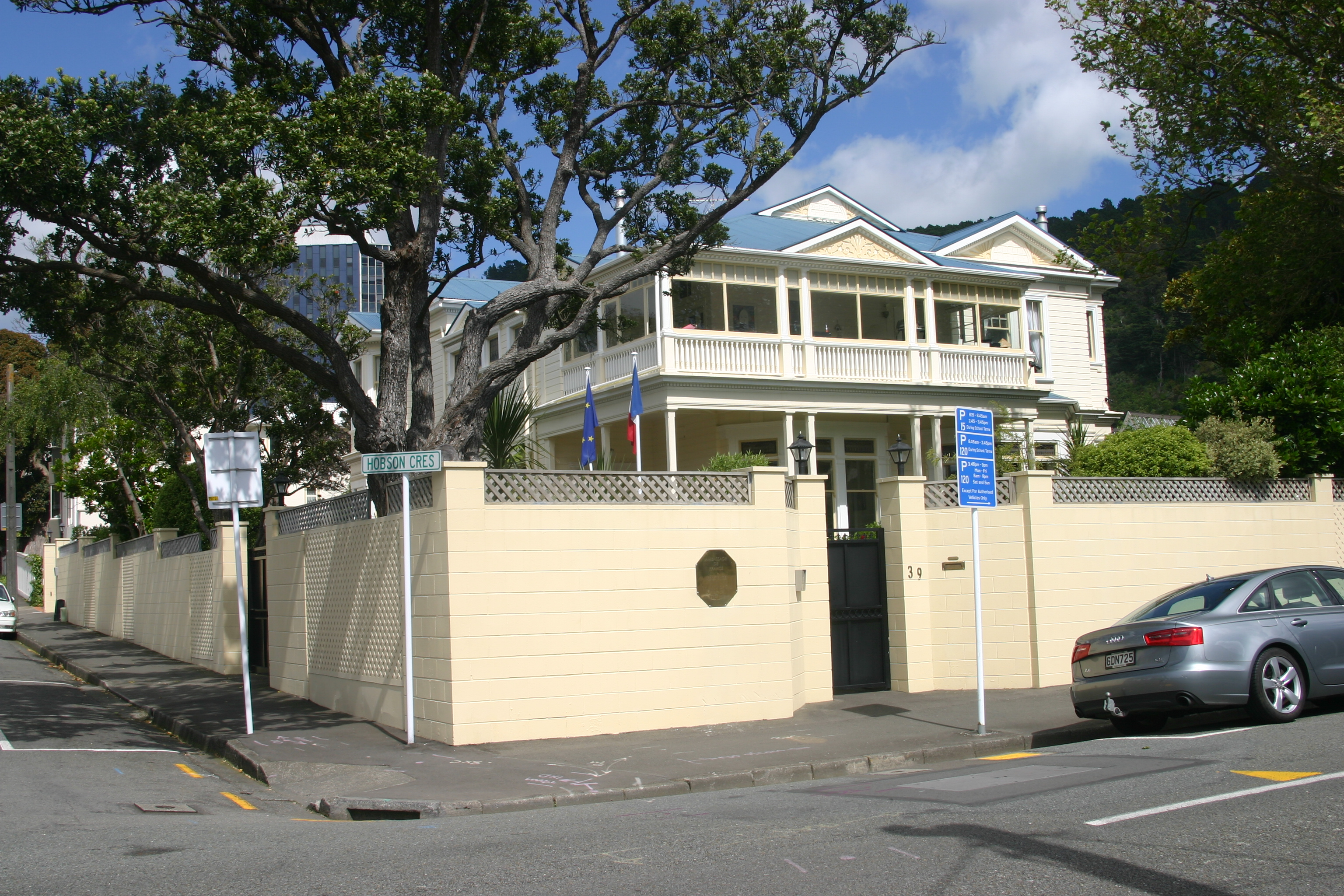
웰링턴 주재 프랑스 대사관

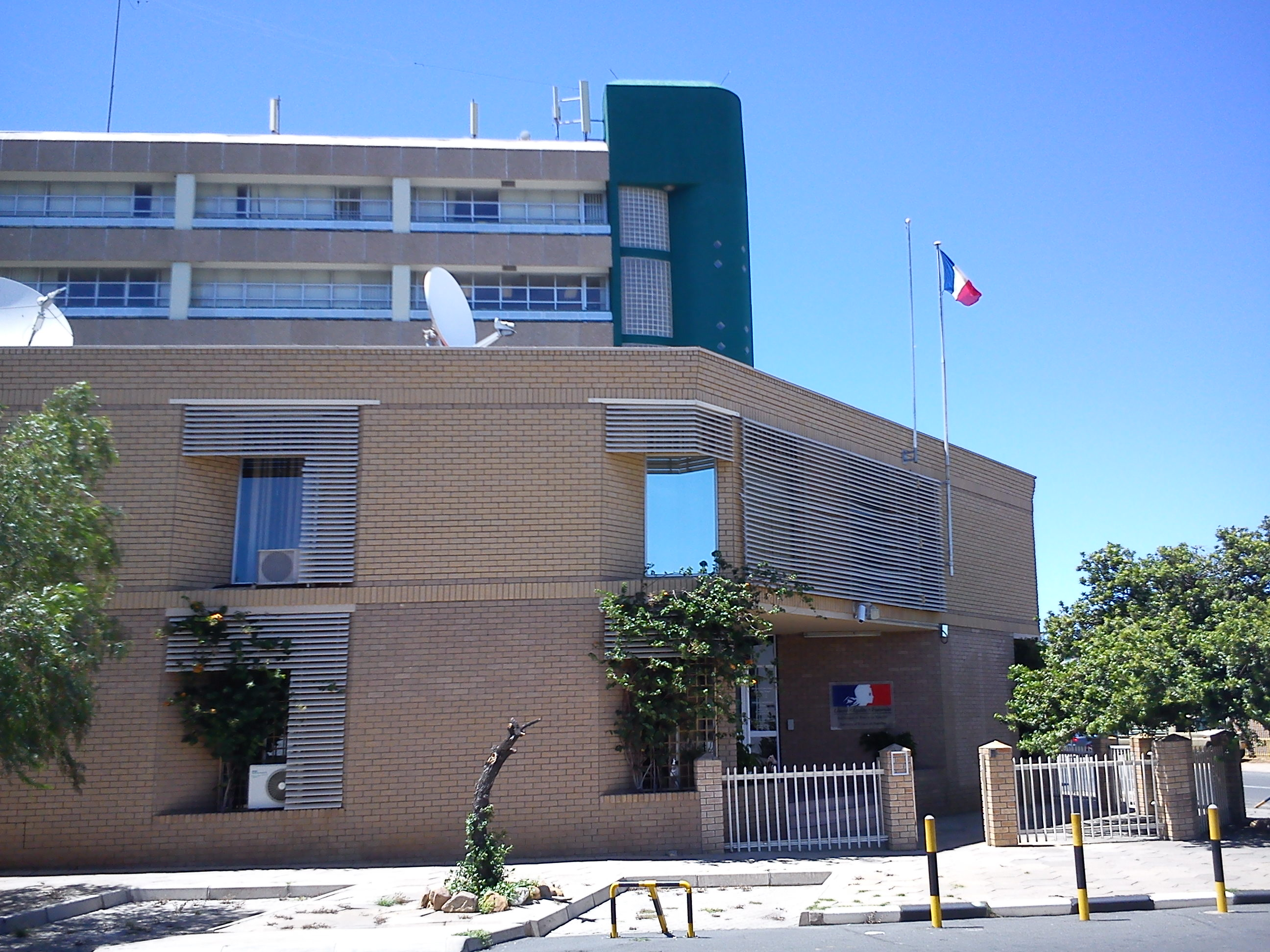
빈트후크 주재 프랑스 대사관

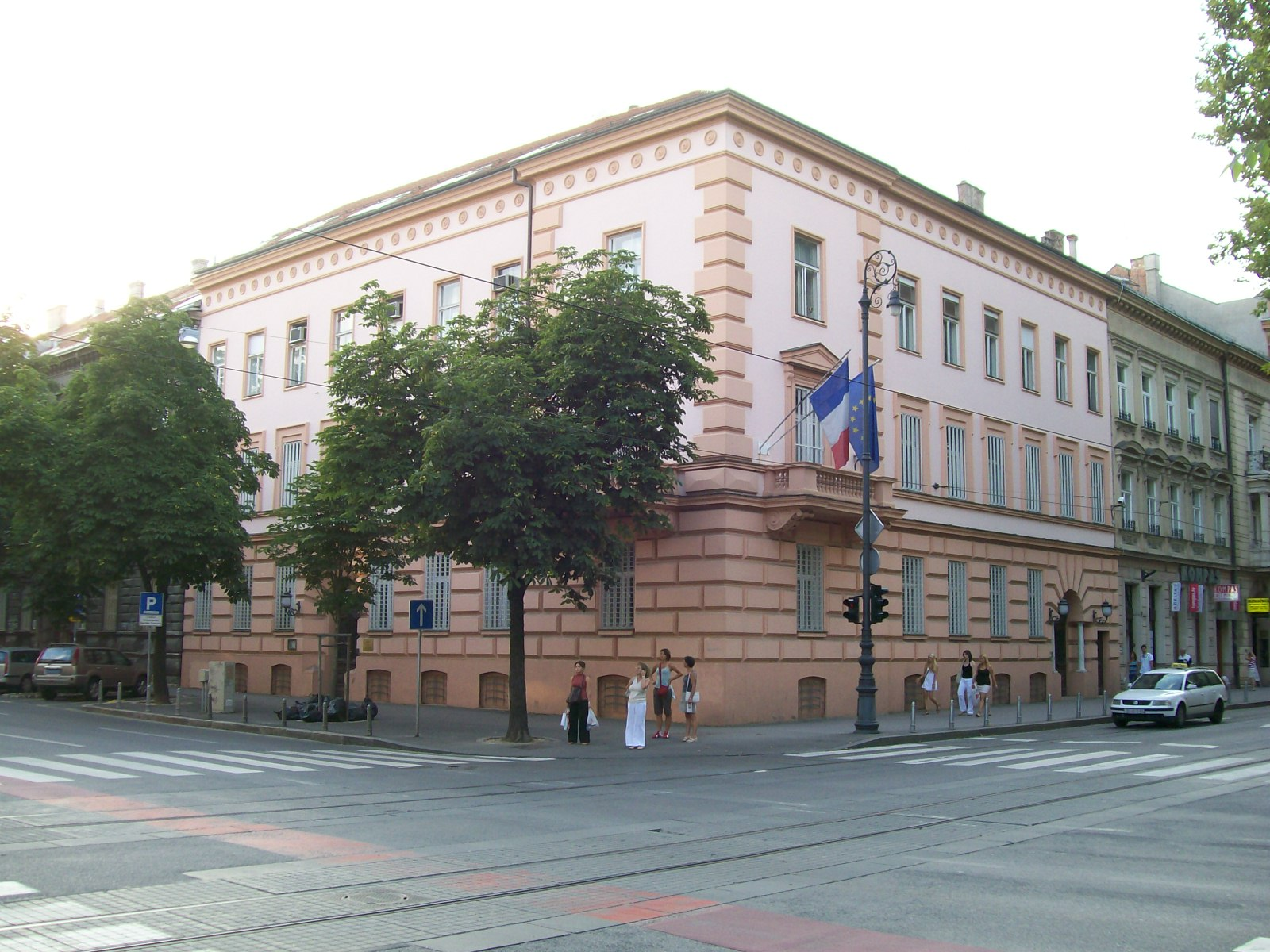
자그레브 주재 프랑스 대사관

프랑스의 재외공관 목록은 프랑스 주재 대사관을 각국에 상주시켜 놓는 것을 의미하며 프랑스의 재외공관을 나열한 목록이다.

## 아프리카
- 알제리
  - 알제 (대사관), 안나바 (총영사관), 오랑 (총영사관)
- 앙골라
  - 루안다 (대사관)
- 베냉
  - 코토누 (대사관)
- 보츠와나
  - 가보로네 (대사관)
- 부르키나파소
  - 와가두구 (대사관)
- 부룬디
  - 부줌부라 (대사관)
- 카메룬
  - 야운데 (대사관), 두알라 (총영사관), 가루아 (영사관)
- 카보베르데
  - 프라이아 (대사관)
- 중앙아프리카 공화국
  - 방기 (대사관)
- 차드
  - 은자메나 (대사관)
- 코모로
  - 모로니 (대사관)
- 콩고 공화국
  - 브라자빌 (대사관), 푸앵트누아르 (총영사관)
- 코트디부아르
  - 아비장 (대사관)
- 콩고 민주 공화국
  - 킨샤사 (대사관)
- 지부티
  - 지부티 시 (대사관)
- 이집트
  - 카이로 (대사관), 알렉산드리아 (총영사관)
- 적도 기니
  - 말라보 (대사관)
- 에리트레아
  - 아스마라 (대사관)
- 에티오피아
  - 아디스아바바 (대사관)
- 가봉
  - 리브르빌 (대사관), 포르장티 (총영사관)
- 가나
  - 아크라 (대사관)
- 기니
  - 코나크리 (대사관)
- 기니비사우
  - 비사우 (대사관)
- 케냐
  - 나이로비 (대사관), 몸바사 (총영사관)
- 라이베리아
  - 몬로비아 (대사관)
- 리비아
  - 트리폴리 (대사관)
- 마다가스카르
  - 안타나나리보 (대사관), 안치라나나 (영사 사무소), 마하장가 (영사 사무소), 토아마시나 (영사 사무소)
- 말리
  - 바마코 (대사관)
- 모리타니
  - 누악쇼트 (대사관)
- 모리셔스
  - 포트루이스 (대사관)
- 모로코
  - 라바트 (대사관), 아가디르 (총영사관), 카사블랑카 (총영사관), 페스 (총영사관), 마라케시 (총영사관), 탕헤르 (총영사관)
- 모잠비크
  - 마푸투 (대사관)
- 나미비아
  - 빈트후크 (대사관)
- 니제르
  - 니아메 (대사관)
- 나이지리아
  - 아부자 (대사관), 라고스 (총영사관)
- 르완다
  - 키갈리 (대사관)
- 세네갈
  - 다카르 (대사관), 생루이 (총영사관)
- 세이셸
  - 빅토리아 (대사관)
- 남아프리카 공화국
  - 프리토리아 (대사관), 케이프타운 (대사관, 총영사관), 요하네스버그 (총영사관)
- 남수단
  - 주바 (대사관)
- 수단
  - 하르툼 (대사관)
- 탄자니아
  - 다르에스살람 (대사관)
- 토고
  - 로메 (대사관)
- 튀니지
  - 튀니스 (대사관)
- 우간다
  - 캄팔라 (대사관)
- 잠비아
  - 루사카 (대사관)
- 짐바브웨
  - 하라레 (대사관)

## 아메리카
- 아르헨티나
  - 부에노스아이레스 (대사관)
- 볼리비아
  - 라파스 (대사관)
- 브라질
  - 브라질리아 (대사관), 리우데자네이루 (총영사관), 상파울루 (총영사관), 헤시피 (영사관)
- 캐나다
  - 오타와 (대사관), 멍크턴 (총영사관), 몬트리올 (총영사관), 퀘벡 시 (총영사관), 토론토 (총영사관), 밴쿠버 (총영사관)
- 칠레
  - 산티아고 (대사관)
- 콜롬비아
  - 보고타 (대사관)
- 코스타리카
  - 산호세 (대사관)
- 쿠바
  - 아바나 (대사관)
- 도미니카 공화국
  - 산토도밍고 (대사관)
- 에콰도르
  - 키토 (대사관)
- 엘살바도르
  - 산살바도르 (대사관)
- 과테말라
  - 과테말라 시 (대사관)
- 아이티
  - 포르토프랭스 (대사관)
- 온두라스
  - 테구시갈파 (대사관)
- 자메이카
  - 킹스턴 (대사관)
- 멕시코
  - 멕시코시티 (대사관)
- 니카라과
  - 마나과 (대사관)
- 파나마
  - 파나마시티 (대사관)
- 파라과이
  - 아순시온 (대사관)
- 페루
  - 리마 (대사관)
- 세인트루시아
  - 캐스트리스 (대사관)
- 수리남
  - 파라마리보 (대사관)
- 트리니다드 토바고
  - 포트오브스페인 (대사관)
- 미국
  - 워싱턴 D.C. (대사관), 애틀랜타 (총영사관), 보스턴 (총영사관), 시카고 (총영사관), 휴스턴 (총영사관), 로스앤젤레스 (총영사관), 마이애미 (총영사관), 뉴올리언스 (총영사관), 뉴욕 (총영사관), 샌프란시스코 (총영사관)
- 우루과이
  - 몬테비데오 (대사관)
- 베네수엘라
  - 카라카스 (대사관)

## 아시아
- 아프가니스탄
  - 카불 (대사관)
- 아르메니아
  - 예레반 (대사관)
- 아제르바이잔
  - 바쿠 (대사관)
- 바레인
  - 마나마 (대사관)
- 방글라데시
  - 다카 (대사관)
- 브루나이
  - 반다르스리브가완 (대사관)
- 캄보디아
  - 프놈펜 (대사관)
- 중화인민공화국
  - 베이징시 (대사관), 충칭시 (총영사관), 광저우시 (총영사관), 홍콩 (총영사관), 상하이시 (총영사관), 우한시 (총영사관)
- 키프로스
  - 니코시아 (대사관)
- 조지아
  - 트빌리시 (대사관)
- 인도
  - 뉴델리 (대사관), 방갈로르 (총영사관), 콜카타 (총영사관), 뭄바이 (총영사관), 퐁디셰리 (총영사관)
- 인도네시아
  - 자카르타 (대사관)
- 이란
  - 테헤란 (대사관)
- 이라크
  - 바그다드 (대사관)
- 이스라엘
  - 텔아비브 (대사관), 예루살렘 (총영사관), 하이파 (영사관)
- 일본
  - 도쿄도 (대사관), 교토시 (총영사관)
- 요르단
  - 암만 (대사관)
- 카자흐스탄
  - 아스타나 (대사관)
- 대한민국
  - 서울특별시 (대사관)
- 쿠웨이트
  - 쿠웨이트시티 (대사관)
- 키르기스스탄
  - 비슈케크 (대사관)
- 라오스
  - 비엔티안 (대사관)
- 레바논
  - 베이루트 (대사관)
- 말레이시아
  - 쿠알라룸푸르 (대사관)
- 몽골
  - 울란바토르 (대사관)
- 미얀마
  - 양곤 (대사관)
- 네팔
  - 카트만두 (대사관)
- 오만
  - 무스카트 (대사관)
- 파키스탄
  - 이슬라마바드 (대사관), 카라치 (총영사관)
- 필리핀
  - 마닐라 (대사관)
- 카타르
  - 도하 (대사관)
- 사우디아라비아
  - 리야드 (대사관), 지다 (총영사관)
- 싱가포르
  - 싱가포르 (대사관)
- 스리랑카
  - 콜롬보 (대사관)
- 중화민국
  - 타이베이시 (프랑스 제대 협회)
- 타지키스탄
  - 두샨베 (대사관)
- 태국
  - 방콕 (대사관)
- 튀르키예
  - 앙카라 (대사관), 이스탄불 (총영사관)
- 투르크메니스탄
  - 아시가바트 (대사관)
- 아랍에미리트
  - 아부다비 (대사관), 두바이 (총영사관)
- 우즈베키스탄
  - 타슈켄트 (대사관)
- 베트남
  - 하노이 (대사관), 호찌민시 (총영사관)
- 예멘
  - 사나 (대사관)

## 유럽
- 알바니아
  - 티라나 (대사관)
- 안도라
  - 안도라라벨랴 (대사관)
- 오스트리아
  - 빈 (대사관)
- 벨라루스
  - 민스크 (대사관)
- 벨기에
  - 브뤼셀 (대사관), 안트베르펜 (총영사관), 리에주 (총영사관)
- 보스니아 헤르체고비나
  - 사라예보 (대사관)
- 불가리아
  - 소피아 (대사관)
- 크로아티아
  - 자그레브 (대사관)
- 체코
  - 프라하 (대사관)
- 덴마크
  - 코펜하겐 (대사관)
- 에스토니아
  - 탈린 (대사관)
- 핀란드
  - 헬싱키 (대사관)
- 독일
  - 베를린 (대사관), 뒤셀도르프 (총영사관), 프랑크푸르트암마인 (총영사관), 함부르크 (총영사관), 뮌헨 (총영사관), 자르브뤼켄 (총영사관), 슈투트가르트 (총영사관)
- 그리스
  - 아테네 (대사관), 테살로니키 (총영사관)
- 바티칸 시국
  - 로마 (대사관)
- 헝가리
  - 부다페스트 (대사관)
- 아이슬란드
  - 레이캬비크 (대사관)
- 아일랜드
  - 더블린 (대사관)
- 이탈리아
  - 로마 (대사관), 밀라노 (총영사관), 나폴리 (총영사관), 토리노 (총영사관), 제노바 (총영사관)
- 코소보
  - 프리슈티나 (대사관)
- 라트비아
  - 리가 (대사관)
- 리투아니아
  - 빌뉴스 (대사관)
- 룩셈부르크
  - 룩셈부르크 시 (대사관)
- 북마케도니아
  - 스코페 (대사관)
- 몰타
  - 발레타 (대사관)
- 몰도바
  - 키시너우 (대사관)
- 모나코
  - 모나코 (대사관)
- 몬테네그로
  - 포드고리차 (대사관)
- 네덜란드
  - 헤이그 (대사관), 암스테르담 (총영사관)
- 노르웨이
  - 오슬로 (대사관)
- 폴란드
  - 바르샤바 (대사관), 크라쿠프 (총영사관)
- 포르투갈
  - 리스본 (대사관), 포르투 (총영사관)
- 루마니아
  - 부쿠레슈티 (대사관)
- 러시아
  - 모스크바 (대사관), 상트페테르부르크 (총영사관), 예카테린부르크 (총영사관)
- 세르비아
  - 베오그라드 (대사관)
- 슬로바키아
  - 브라티슬라바 (대사관)
- 슬로베니아
  - 류블랴나 (대사관)
- 스페인
  - 마드리드 (대사관), 바르셀로나 (총영사관), 빌바오 (총영사관), 세비야 (총영사관), 알리칸테 (영사 사무소), 말라가 (영사 사무소)
- 스웨덴
  - 스톡홀름 (대사관)
- 스위스
  - 베른 (대사관), 제네바 (총영사관), 취리히 (총영사관)
- 우크라이나
  - 키예프 (대사관)
- 영국
  - 런던 (대사관), 에든버러 (총영사관)

## 오세아니아
- 오스트레일리아
  - 캔버라 (대사관), 시드니 (총영사관)
- 피지
  - 수바 (대사관)
- 뉴질랜드
  - 웰링턴 (대사관)
- 파푸아뉴기니
  - 포트모르즈비 (대사관)
- 바누아투
  - 포트빌라 (대사관)

## 대표부
- EU, NATO 프랑스 정부 대표부 : 브뤼셀
- UN 프랑스 정부 대표부 : 뉴욕, 빈, 제네바, 나이로비
- UNESCO, OECD 프랑스 정부 대표부 : 파리
- FAO 프랑스 정부 대표부 : 로마
- WTO, 제네바 군축 회의 프랑스 정부 대표부 : 제네바
- 국제 해사 기구(IMO) 프랑스 정부 대표부 : 런던
- 아시아 태평양 경제 사회 위원회 프랑스 정부 대표부 : 방콕
- 국제 민간 항공 기구(ICAO) 프랑스 정부 대표부 : 몬트리올
- 남태평양공동체 사무국 프랑스 정부 대표부 : 누메아
- 유럽 평의회 프랑스 정부 대표부 : 스트라스부르
- 아프리카 연합 프랑스 정부 대표부 : 아디스아바바
- 미주 기구, 유엔 라틴 아메리카 카리브 경제 위원회, 국제 통화 기금, 국제부흥개발은행 프랑스 정부 대표부 : 워싱턴 D.C.
- 화학 무기 금지 기구 프랑스 정부 대표부 : 헤이그
- 유럽 안보 협력 기구 프랑스 정부 대표부 : 빈

## 같이 보기
- 프랑스의 대외 관계